# Hummeln
Die Hummeln (Bombus) sind eine zu den Echten Bienen gehörende Gattung staatenbildender Insekten. Die im weiblichen Geschlecht über einen Wehrstachel verfügenden Hautflügler (Hymenoptera) gehören zu den Stechimmen, auch Wehrimmen genannt. Sie kommen überwiegend in den gemäßigteren und kühleren Regionen der Nordhalbkugel vor.
Ein Hummelvolk besteht je nach Art aus etwa 50 bis 600 Tieren und einer Königin. Die Mehrzahl der Tiere sind Arbeiterinnen, daneben gehören zum Volk auch Männchen, die wie auch bei den Honigbienen Drohnen genannt werden, sowie Jungköniginnen. Ein Volk überlebt in Europa nur einen Sommer und ist gewöhnlich im September abgestorben. Es überwintern einzig die begatteten Jungköniginnen, die im frühen Frühjahr des nächsten Jahres allein auf sich gestellt mit der Anlage eines Nestes und damit der Gründung eines neuen Staates beginnen. Solche Königinnen erreichen ein Alter von bis zu zwölf Monaten, von denen sie bis zu acht Monate in Winterruhe verbringen. Drohnen und Arbeiterinnen erreichen dagegen in der Regel nur ein Alter von drei bis vier Wochen.
Hummelköniginnen können bis zu einer Woche unter Wasser überleben, während sie im Winterschlaf sind. Die Tiere reduzieren ihren Stoffwechsel stark und benötigen keine Nahrung, was ihnen ermöglicht, auch unter Wasser zu überleben.
Während Honigbienen erst ab einer Außentemperatur von mindestens 10 °C ausfliegen, sind Hummelköniginnen im zeitigen Frühjahr bereits ab 2 °C und Hummelarbeiterinnen ab 6 °C zu beobachten, da sie die zum Fliegen notwendige Körpertemperatur durch Vibration der Brustmuskulatur erzeugen.
Seit dem Ende der 1980er Jahre werden Hummeln beim kommerziellen Anbau von Obst und Gemüse als Bestäuberinsekten eingesetzt. Von großer wirtschaftlicher Bedeutung ist ihre Verwendung beim Treibhausanbau von Tomaten. Weltweit werden jährlich Millionen von Hummelnestern künstlich aufgezogen und an Gemüsebauern versendet. Die wichtigste Art dabei ist die Dunkle Erdhummel.

## Körperbau

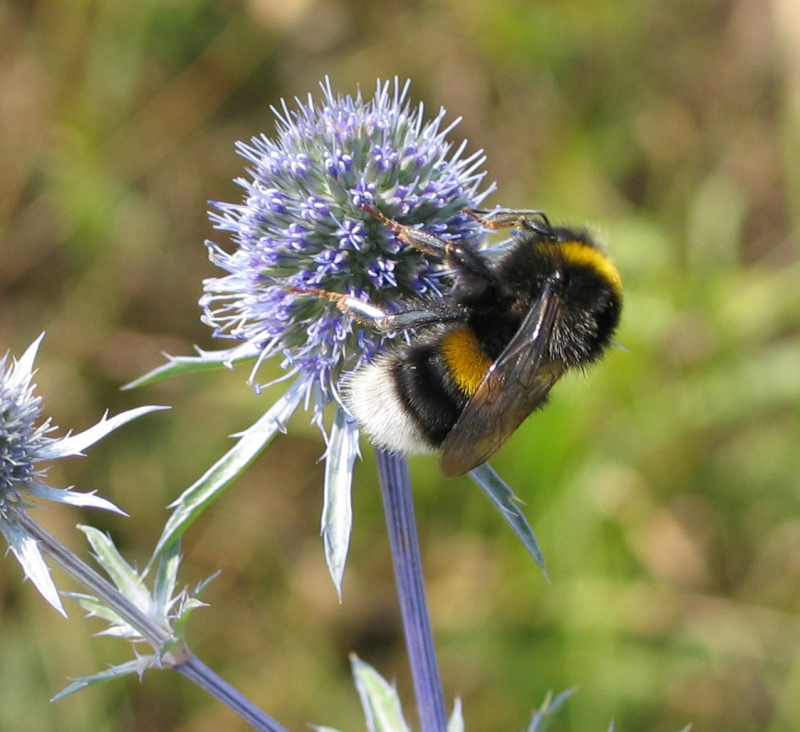
Dunkle Erdhummel (Bombus terrestris) auf Blütenkopf einer Mannstreu-Art

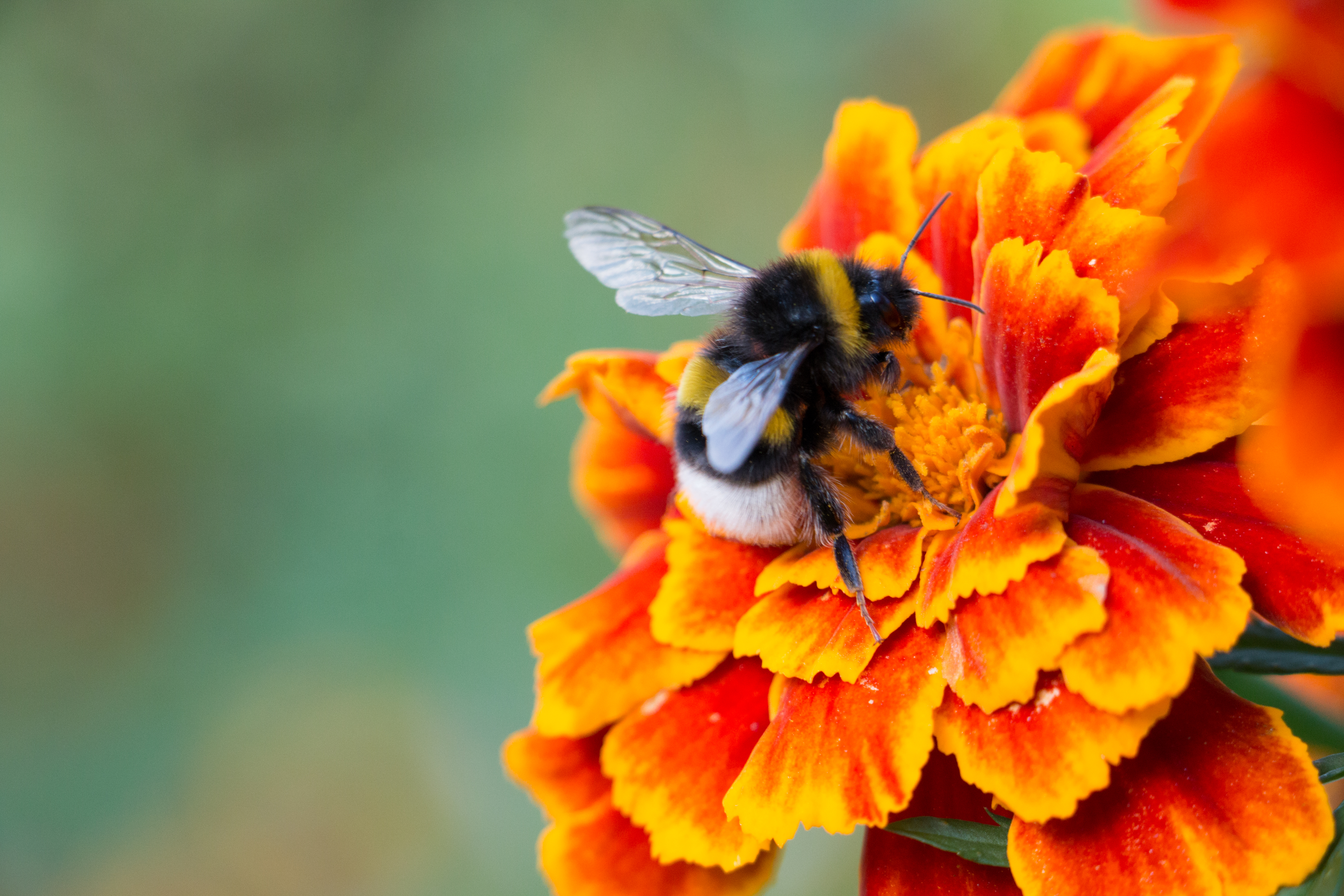
Dunkle Erdhummel beim Nektarsammeln

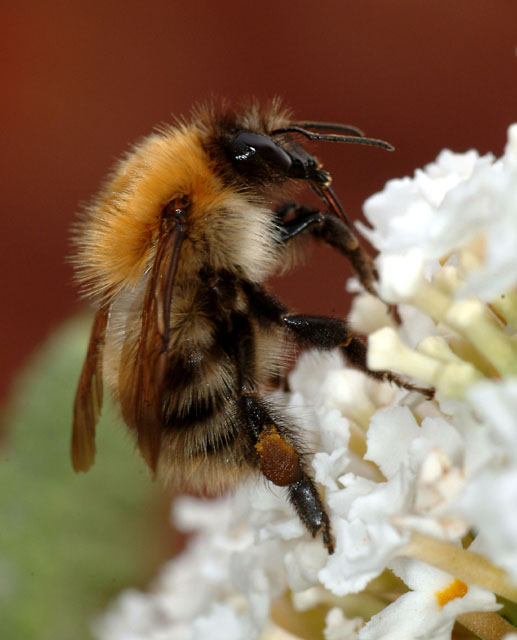
Nahaufnahme einer Ackerhummel

Der kräftige, rundlich ovale Körper besteht aus drei Abschnitten: dem Kopf, dem Thorax und dem Abdomen. Er ist pelzartig mit Haaren bedeckt, was sie vor Kälte schützt, außerdem mehrfarbig gestreift. Diese Färbung kommt in unterschiedlicher Weise z. B. bei der Ackerhummel und der Steinhummel vor, während etwa die Dunkle Erdhummel und die Gartenhummel eine weiße Hinterleibsspitze haben und sich stark ähneln. Häufig sind Hummeln zu sehen, die in Kopfnähe kahle, glänzende Stellen am Körper aufweisen. Der Haarverlust entsteht, wenn das Eingangsloch zum Nest so eng ist, dass beim Eintreten ins Nest und beim Verlassen die betreffenden Stellen Kontakt mit dem Rand des Schlupflochs haben.
Hummeln haben einen Rüssel zur Nahrungsaufnahme, der je nach Art unterschiedlich lang ist. Bei den Königinnen beträgt die Länge im Durchschnitt ca. 13 mm, bei Arbeiterinnen ca. 12 mm und bei Drohnen ca. 10 mm.
Es sind jeweils paarig Fühler, Facettenaugen und transparente Flügel vorhanden sowie 6 mehrgliedrige Beine.
Die Königinnen werden je nach Art zwischen 15 und 23 mm lang, bei einer Flügelspannweite von 18 bis 43 mm, die Arbeiterinnen und Drohnen werden 8–21 mm lang und haben eine Spannweite von 18 bis 34 mm. Die Größe variiert auch innerhalb der jeweiligen Arten, sowohl bei Drohnen als auch bei Arbeiterinnen.

## Verbreitung und Arten

### Natürliches Verbreitungsgebiet

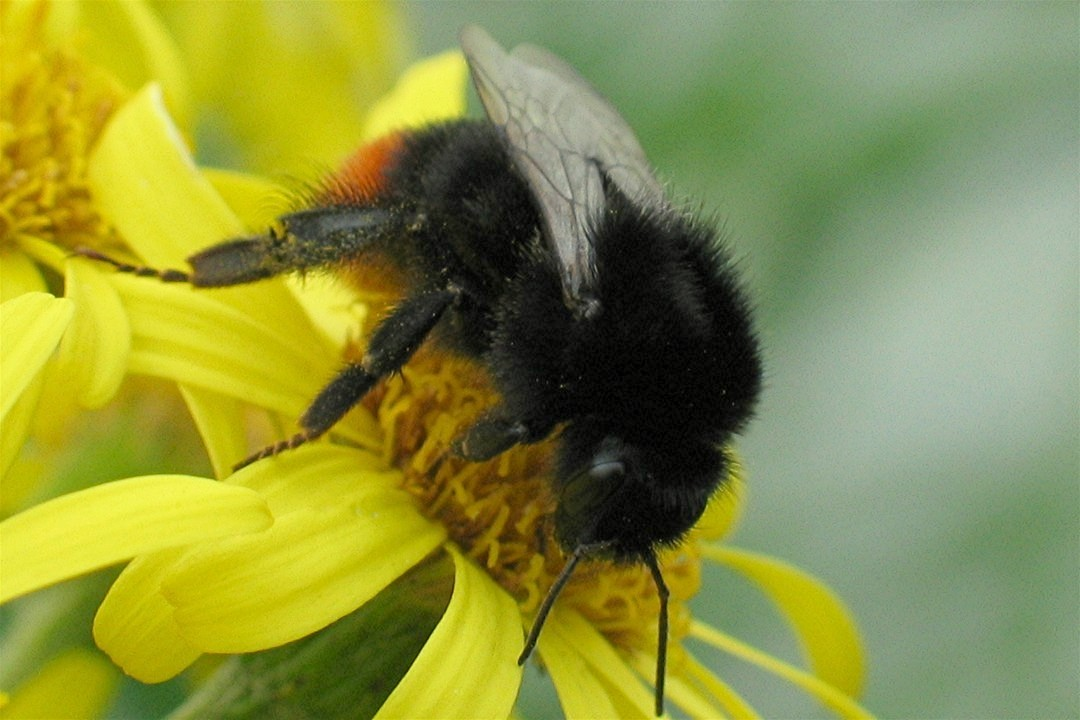
Steinhummel

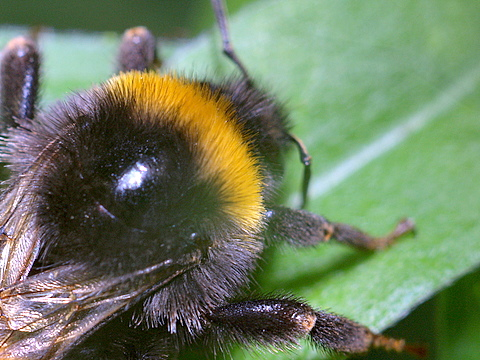
Behaarung einer Hummel

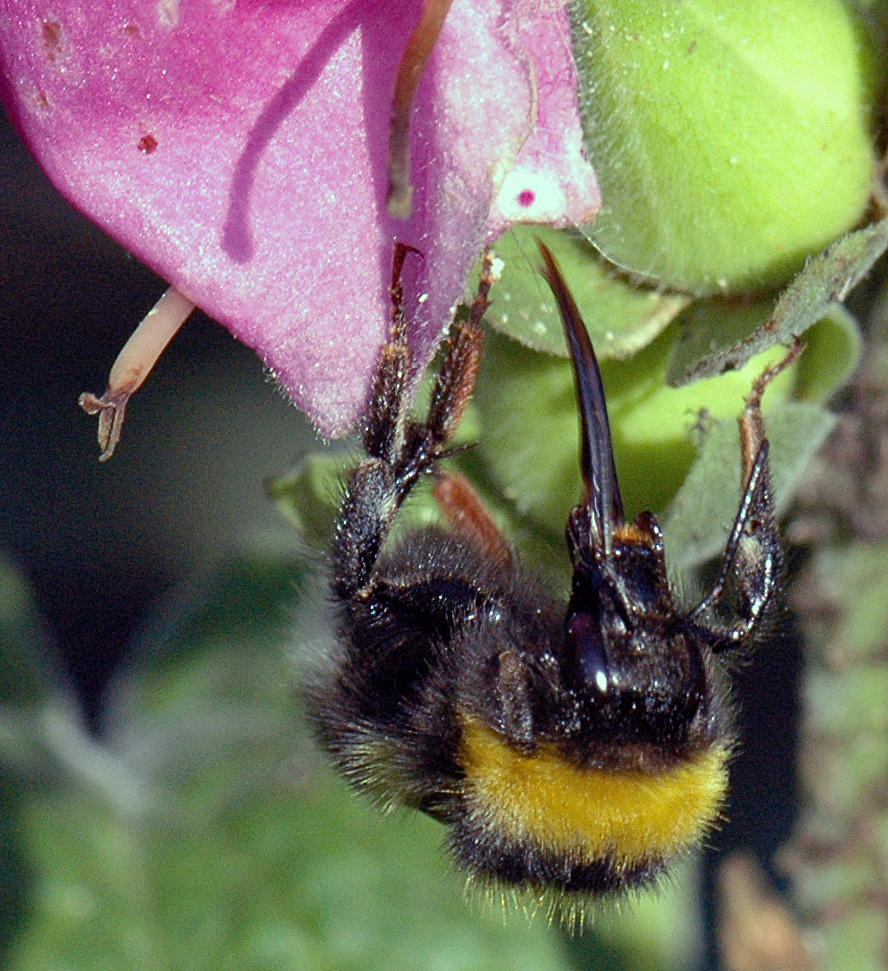
Saugrüssel einer Hummel

Es gibt etwa 250 Hummelarten, die vor allem in den gemäßigteren und kühleren Regionen der Nordhalbkugel vorkommen. Besonders artenreich sind die Hummeln in Europa und Asien vertreten, sie besiedeln praktisch die gesamte eurasische Landfläche nördlich des Himalaya. Sie fehlen in Afrika südlich der Sahara und in Australien, in Indien sind sie nur oberhalb von 1000 m zu finden, wenige Arten bewohnen die Berge von Taiwan, Java und Sumatra. In wärmeren Regionen sind Hummeln weitgehend auf Gebirge beschränkt, auch in Amerika, wo sie in vergleichsweise wenigen Arten bis nach Feuerland verbreitet sind. Allerdings gibt es auch einzelne Arten, die das Amazonasbecken besiedeln.

### Europäische Hummelarten
In Europa gibt es etwa 70 Arten, davon kommen 36 in Deutschland vor. Auf der „Roten Liste“ der in Deutschland bedrohten Arten stehen zurzeit 16 Hummelarten (Auflistung siehe Weblinks). In einigen Regionen, z. B. in Nordrhein-Westfalen, sind bereits einige Arten ausgestorben. Hummeln sind in Deutschland durch das Bundesnaturschutzgesetz besonders geschützt (siehe Anlage 1 zur Bundesartenschutzverordnung#Besonders geschützte Hautflügler), ähnliche Schutzbestimmungen gibt es in vielen anderen Ländern. Insgesamt sind in Europa folgende Hummelarten vertreten (nach wissenschaftlichen Namen sortiert):
| - Alpenhummel (Bombus alpinus) - Tonerdhummel (Bombus argillaceus) - Armeniacushummel (Bombus armeniacus) - Samthummel (Bombus confusus) - Kryptarum-Erdhummel (Bombus cryptarum) - Cullumanushummel (Bombus cullumanus) - Deichhummel (Bombus distinguendus) - Dufthummel (Bombus fragrans) - Eisenhuthummel (Bombus gerstaeckeri) - Ungarische Hummel (Bombus haematurus) - Gartenhummel (Bombus hortorum) - Veränderliche Hummel (Bombus humilis) - Baumhummel (Bombus hypnorum) - Heidehummel (Bombus jonellus) - Laesushummel (Bombus laesus) - Steinhummel (Bombus lapidarius) - Berglandhummel (Bombus lapponicus bzw. B. monticola) - Hellgelbe Erdhummel (Bombus lucorum) - Große Erdhummel (Bombus magnus) | - Trughummel (Bombus mendax) - Berghummel (Bombus mesomelas) - Grauweiße Hummel (Bombus mucidus) - Mooshummel (Bombus muscorum) - Bombus niveatus - Ackerhummel (Bombus pascuorum) - Obsthummel (Bombus pomorum) - Wiesenhummel (Bombus pratorum) - Pyrenäenhummel (Bombus pyrenaeus) - Grashummel (Bombus ruderarius) - Feldhummel (Bombus ruderatus) - Baltische Hummel (Bombus semenoviellus) - Höhenhummel (Bombus sicheli) - Glockenblumen-Hummel (Bombus soroeensis) - Taigahummel (Bombus sporadicus) - Erdbauhummel (Bombus subterraneus) - Waldhummel (Bombus sylvarum) - Dunkle Erdhummel (Bombus terrestris) - Sandhummel (Bombus veteranus, Bombus equestris) - Bergwaldhummel (Bombus wurflenii) |

Die Liste der Hummelarten nennt alle weltweit bekannten Hummelarten.

### Kuckucks- bzw. Schmarotzerhummeln
Sozialparasitäre Arten, sogenannte Kuckucks- oder Schmarotzerhummeln, nisten sich in Nestern von Hummelvölkern ein, um ihren Nachwuchs von den Bewohnern großziehen zu lassen. Bei diesen Arten gibt es keine Arbeiterinnen. Es gibt zehn solcher Arten, davon sechs in Deutschland wie z. B. die Vierfarbige Kuckuckshummel. Sie wurden in der Vergangenheit oft als eigene Gattung Psithyrus betrachtet.
Die Schmarotzer fressen die Eier des Volkes und versuchen, eigene zu legen. Gelingt das, verdrängt der Nachwuchs der Sozialparasiten den des Wirtes, es entwickeln sich weniger Königinnen.
| - Bärtige Kuckuckshummel (Bombus barbutellus) - Angebundene Kuckuckshummel (Bombus bohemicus) - Feld-Kuckuckshummel (Bombus campestris) - Gelbe Alpenkuckuckshummel (Bombus flavidus) - Kinnbacken-Kuckuckshummel (Bombus maxillosus) | - Norwegische Kuckuckshummel (Bombus norvegicus) - Vierfarbige Kuckuckshummel (Bombus quadricolor) - Felsen-Kuckuckshummel (Bombus rupestris) - Wald-Kuckuckshummel (Bombus sylvestris) - Keusche Kuckuckshummel (Bombus vestalis) |

### Einbürgerung in Neuseeland
Hummeln wurden im 19. Jahrhundert in Neuseeland eingebürgert. Landwirte kämpften dort mit dem Problem, dass der ausgebrachte Rotklee kaum oder keinen Samen ansetzte, so dass sie gezwungen waren, Samen immer wieder aus Großbritannien zu importieren. Einem Hobby-Entomologen fiel schließlich auf, dass Hummeln in Neuseeland fehlten und dies die Ursache für den nicht samenden Rotklee war. Die ersten Versuche mit der Einführung von Hummeln scheiterten, weil es nicht gelang, die Hummeln lebend per Schiff über den Äquator zu transportieren. Dies gelang erst 1885: 282 überwinternde Jungköniginnen waren in Großbritannien gesammelt und im Dezember 1884 im Kühlraum der Tongariro, einem der ersten Dampfschiffe mit einer solchen Einrichtung, untergebracht worden. Als das Schiff am 8. Januar 1885 in Christchurch anlegte, lebten noch 48 der Hummelköniginnen. Die Aorangi, ein Schwesterschiff der Tongariro, brachte einen Monat später weitere 49 lebende Hummelköniginnen nach Neuseeland. Die ausgewilderten Hummelköniginnen vermehrten sich in Neuseeland sofort sehr erfolgreich. Bereits 1886 wurden 100 Meilen südlich von Christchurch Hummeln gesichtet, und 1892 waren Hummeln bereits so häufig, dass Imker wegen der Nahrungskonkurrenz zu ihren Bienen besorgt waren.
Die Artzusammensetzung der eingeführten Hummeln ist unbekannt. Heute finden sich in Neuseeland jedoch die Dunkle Erdhummel, die Garten- und die Feldhummel sowie seltener die Erdbauhummel.

## Systematik

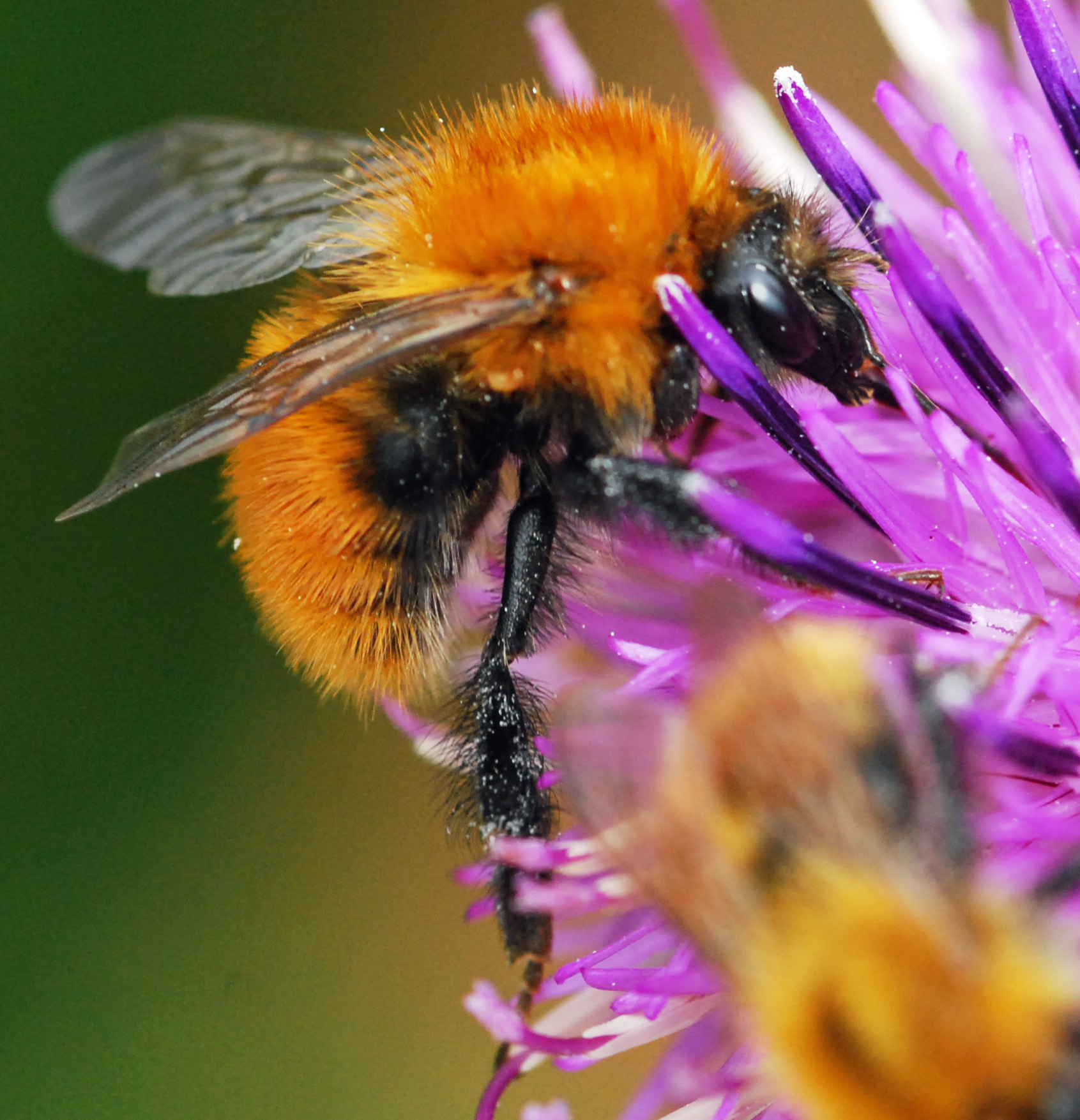
Mooshummel

Innerhalb der Bienen zählen die Hummeln zur Gruppe der Körbchensammler, eine monophyletische Gruppe, zu der unter anderen auch die Honigbienen (Gattung Apis) gehören. Die phylogenetische Struktur innerhalb der Gruppe ist bisher nicht befriedigend geklärt, so lässt sich nach derzeitigem Stand der Forschung nicht sagen, welches die Schwestergruppe der Hummeln ist.
Die Hummeln selbst werden in eine Reihe von etwa 35 Untergattungen unterteilt, deren Abgrenzung voneinander aber schwierig ist, da die Hummeln einen sehr einheitlichen Körperbau haben. Von vielen Autoren wurden die Kuckuckshummeln der Untergattung Psithyrus als eigene Gattung abgespalten. Phylogenetische Untersuchungen deuten aber darauf hin, dass Abweichungen im Körperbau bei den Kuckuckshummeln lediglich als Anpassungen an die Lebensweise zu deuten sind, Psithyrus bildet offenbar keine Schwestergruppe zu den übrigen Hummeln, wie aus dem folgenden Kladogramm ersichtlich:
| N.N. | \| \| Eversmannibombus \| \| \| \| \| \| Psithyrus \| \| \| \| |
|      | \| \| Eversmannibombus \| \| \| \| \| \| Psithyrus \| \| \| \| |
|      | (übrige Untergattungen)                                        |
|      |                                                                |
|      | Eversmannibombus                                               |
|      |                                                                |
|      | Psithyrus                                                      |
|      |                                                                |

|  | Eversmannibombus |
|  |                  |
|  | Psithyrus        |
|  |                  |

| N.N. | \| \| Eversmannibombus \| \| \| \| \| \| Psithyrus \| \| \| \| |
|      | \| \| Eversmannibombus \| \| \| \| \| \| Psithyrus \| \| \| \| |
|      | (übrige Untergattungen)                                        |
|      |                                                                |
|      | Eversmannibombus                                               |
|      |                                                                |
|      | Psithyrus                                                      |
|      |                                                                |

|  | Eversmannibombus |
|  |                  |
|  | Psithyrus        |
|  |                  |

| N.N. | \| \| Eversmannibombus \| \| \| \| \| \| Psithyrus \| \| \| \| |
|      | \| \| Eversmannibombus \| \| \| \| \| \| Psithyrus \| \| \| \| |
|      | (übrige Untergattungen)                                        |
|      |                                                                |
|      | Eversmannibombus                                               |
|      |                                                                |
|      | Psithyrus                                                      |
|      |                                                                |

|  | Eversmannibombus |
|  |                  |
|  | Psithyrus        |
|  |                  |

| N.N. | \| \| Eversmannibombus \| \| \| \| \| \| Psithyrus \| \| \| \| |
|      | \| \| Eversmannibombus \| \| \| \| \| \| Psithyrus \| \| \| \| |
|      | (übrige Untergattungen)                                        |
|      |                                                                |
|      | Eversmannibombus                                               |
|      |                                                                |
|      | Psithyrus                                                      |
|      |                                                                |

|  | Eversmannibombus |
|  |                  |
|  | Psithyrus        |
|  |                  |

| N.N. | \| \| Eversmannibombus \| \| \| \| \| \| Psithyrus \| \| \| \| |
|      | \| \| Eversmannibombus \| \| \| \| \| \| Psithyrus \| \| \| \| |
|      | (übrige Untergattungen)                                        |
|      |                                                                |
|      | Eversmannibombus                                               |
|      |                                                                |
|      | Psithyrus                                                      |
|      |                                                                |

|  | Eversmannibombus |
|  |                  |
|  | Psithyrus        |
|  |                  |

| N.N. | \| \| Eversmannibombus \| \| \| \| \| \| Psithyrus \| \| \| \| |
|      | \| \| Eversmannibombus \| \| \| \| \| \| Psithyrus \| \| \| \| |
|      | (übrige Untergattungen)                                        |
|      |                                                                |
|      | Eversmannibombus                                               |
|      |                                                                |
|      | Psithyrus                                                      |
|      |                                                                |

|  | Eversmannibombus |
|  |                  |
|  | Psithyrus        |
|  |                  |

| N.N. | \| \| Eversmannibombus \| \| \| \| \| \| Psithyrus \| \| \| \| |
|      | \| \| Eversmannibombus \| \| \| \| \| \| Psithyrus \| \| \| \| |
|      | (übrige Untergattungen)                                        |
|      |                                                                |
|      | Eversmannibombus                                               |
|      |                                                                |
|      | Psithyrus                                                      |
|      |                                                                |

|  | Eversmannibombus |
|  |                  |
|  | Psithyrus        |
|  |                  |

| N.N. | \| \| Eversmannibombus \| \| \| \| \| \| Psithyrus \| \| \| \| |
|      | \| \| Eversmannibombus \| \| \| \| \| \| Psithyrus \| \| \| \| |
|      | (übrige Untergattungen)                                        |
|      |                                                                |
|      | Eversmannibombus                                               |
|      |                                                                |
|      | Psithyrus                                                      |
|      |                                                                |

|  | Eversmannibombus |
|  |                  |
|  | Psithyrus        |
|  |                  |

Der Versuch, die Gattung Bombus in mehrere monophyletische Gattungen aufzuspalten, um Psithyrus zum Gattungsrang erheben zu können, gilt wegen der Einheitlichkeit der gesamten Gruppe allgemein als nicht befriedigend. Da außerdem auch außerhalb von Psithyrus einige parasitische Hummelarten bekannt sind, wird inzwischen von den meisten Autoren Psithyrus nur als Untergattung angesehen.

## Das Hummelnest im Jahresverlauf

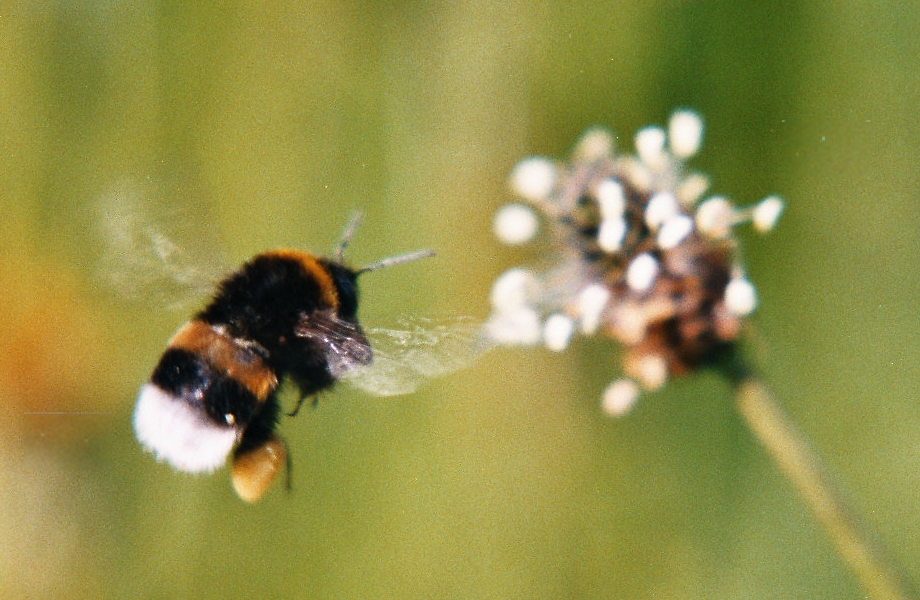
Erdhummel mit Pollenhöschen im Anflug auf einen Blütenstand des Spitzwegerichs

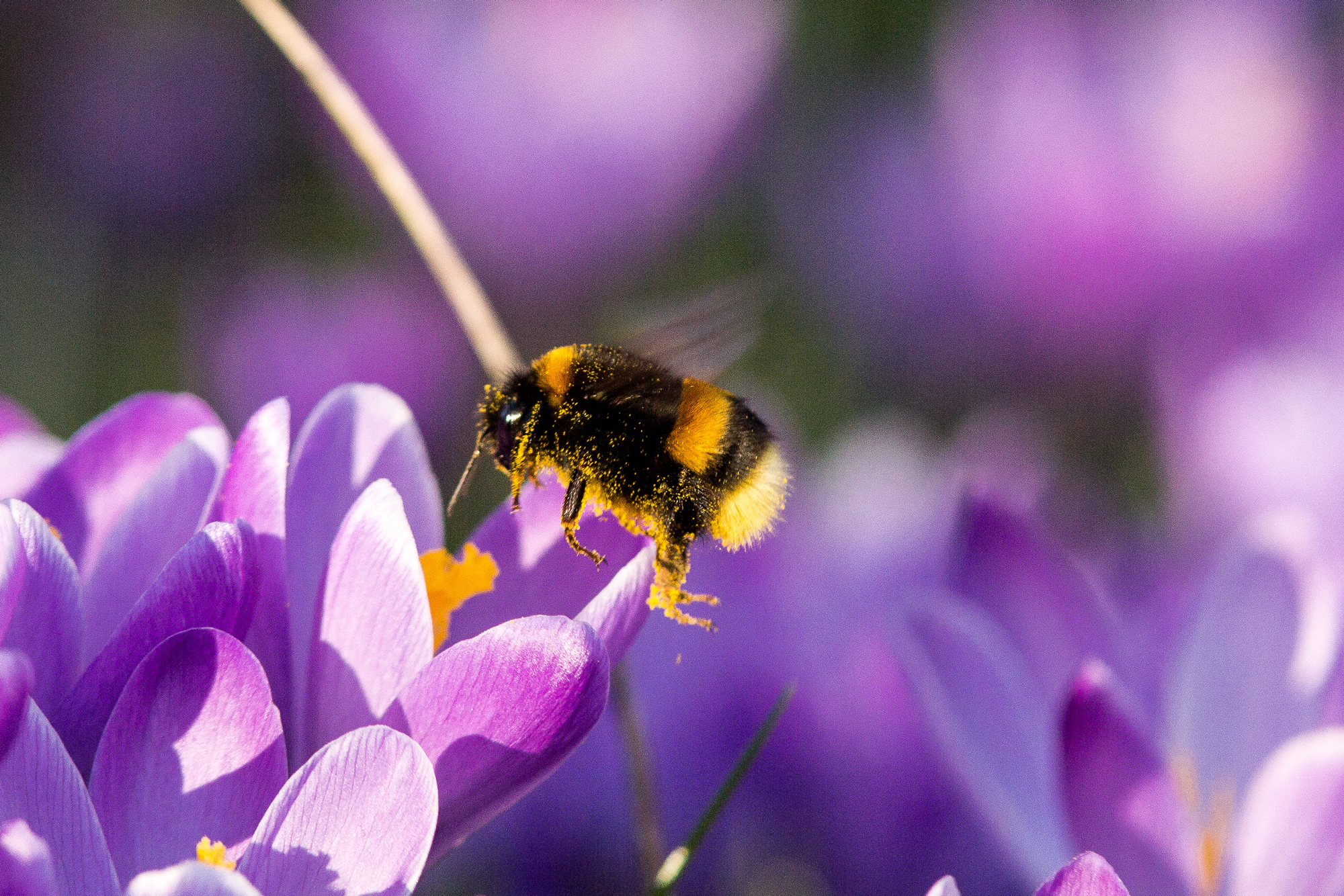
Hummel an Krokussen

Die begatteten Jungköniginnen, die die Winterruhe überstehen, gründen im nächsten Jahr auf sich gestellt ein neues Volk. Sie suchen dazu zunächst im frühen Frühling einen geeigneten Platz für das Nest. Je nach Art kann es sich beim Nistplatz um eine kleine Erdhöhle wie beispielsweise ein Mauseloch (Erdhummeln), eine Moosschicht oder auch einen hohlen Baumstamm handeln. Baumhummeln nisten auch in verlassenen Vogelnestern. Die Nester werden in der Regel nur ein Jahr genutzt. Sehr selten kehrt eine Königin zu dem Nest zurück, in dem sie selber herangewachsen ist. Anders als in den gemäßigten Klimazonen gibt es in den Tropen mehrjährige Hummelkolonien.
Die Königin sammelt Nektar und Pollen, die sie zu sogenanntem „Bienenbrot“ verarbeitet, auf das sie in einer aus Wachs geformten „Zelle“ die ersten Eier legt. Das Wachs für die Zellen scheiden die Königin und später auch die Arbeiterinnen aus dem Hinterleib aus. Als Nahrungsquelle für sich, die Larven und die geschlüpften Hummeln baut die Königin außerdem einen kleinen „Topf“, den sie mit Honig füllt. Das Töpfchen wird oft in der Nähe der Eier positioniert. Um die Eier warmzuhalten, setzt sich die Königin nach der ersten Eiablage bei Bedarf zum Brüten darauf, und ihr Kopf ist häufig dem Honigtöpfchen zugewandt. So kann sie jederzeit mit dem Rüssel Honig aufnehmen, ohne dass sie die Eier zur Nahrungsaufnahme verlassen muss. Die Zellenanordnung ist urnen- oder krugförmig locker zu einem aufrecht stehenden Haufen gruppiert. Um den Brutbereich herum befindet sich eine isolierende Hülle aus Gras, Haaren und Moos, welche mit Wachs oder Honig verklebt ist. Oft wird das Nest mit einer Wachsschicht gegen Wärmeverluste abgedichtet, die regelmäßig erneuert und ausgebessert wird.

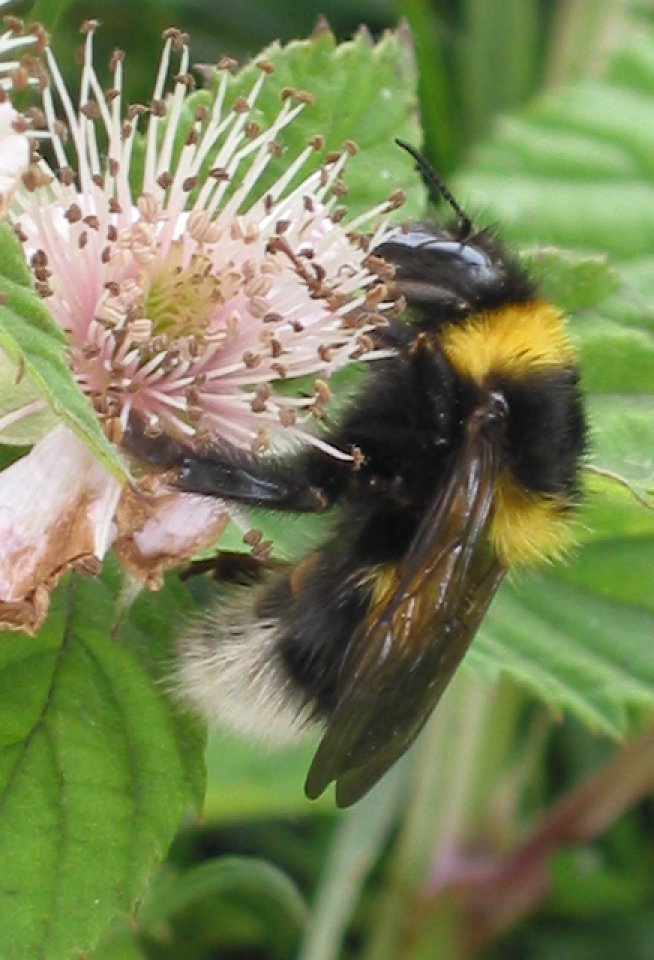
Königin der Gartenhummel

Beim Brüten werden Temperaturen bis zu 38 °C erreicht. Die konstante Nesttemperatur beträgt etwa 30–33 °C. Während der ersten zehn Tage durchläuft die Brut verschiedene Larvenstadien, in denen sie kleinen Maden ähneln. Die Königin beißt kleine Öffnungen in die Brutzellen und füttert die Larven bis zu zehn Tage lang. Sie verpuppen sich anschließend Schmetterlingen ähnlich und schlüpfen nach einer etwa zehntägigen Metamorphose als Hummeln mit Flügeln. Während dieser Metamorphose legt die Königin ein zweites Mal Eier und verlässt auch noch für einige Male das Nest, um nochmals Nahrung zu sammeln. Die schlüpfenden Hummeln sind ausschließlich Arbeiterinnen. Sie bleiben zunächst einige Tage im Nest und wärmen und füttern die nächste Generation an Larven. Sie beginnen dann erstmals das Nest zu verlassen, um Nahrung zu sammeln. Die Hummelkönigin stellt zu diesem Zeitpunkt ihre Nahrungsflüge ein und bleibt bis zum Ende ihres Lebens im Hummelnest. Sie lebt ab dann nur von der Nahrung, die von den Arbeiterinnen eingetragen wird.
In Mitteleuropa sondert eine Hummelkönigin von der ersten Eiablage bis etwa Juli permanent ein Pheromon im Nest ab, welches dafür sorgt, dass sich im Volk ausschließlich Arbeiterinnen entwickeln. Ab Juli stellt die Königin die Absonderung von Pheromonen ein und legt sowohl männliche als auch weibliche Eier. Auf Grund der fehlenden Pheromone entwickeln sich aus den weiblichen Eiern Jungköniginnen. In einem einzelnen großen Hummelvolk können hundert oder mehr Jungköniginnen sowie mehrere hundert Drohnen heranwachsen. Diese neuen Männchen und Weibchen verbringen einige Tage im Nest und verlassen dann das Nest für immer.

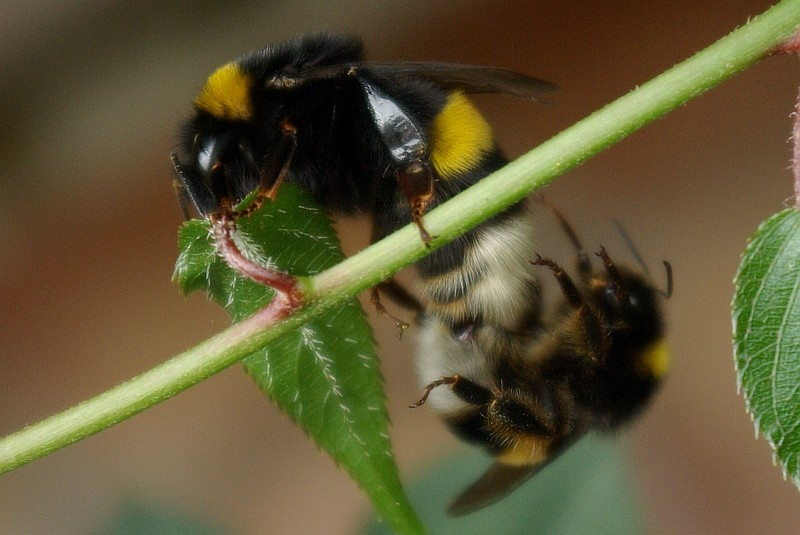
Hummeln bei der Paarung

Im Nest zurück bleibt die alte Königin, die jetzt etwa ein Jahr alt ist. Da keine weiteren Arbeiterinnen mehr heranwachsen, geht mit dem Absterben der Arbeiterinnen der Kolonie die Nahrung aus. Etwa im September ist das alte Nest abgestorben.
| Stadium     | Arbeiterin | Königin   | Drohne    |
| ----------- | ---------- | --------- | --------- |
| Ei          | 03,5 Tage  | 03,5 Tage | 03,5 Tage |
| Larve       | 07,3 Tage  | 10,5 Tage | 10,0 Tage |
| Puppe       | 09,4 Tage  | 13,2 Tage | 11,0 Tage |
| Gesamtdauer | 20,2 Tage  | 27,2 Tage | 24,5 Tage |

## Begattung der Jungköniginnen
Drohnen haben keine andere Funktion als die Begattung einer Jungkönigin. Sie überleben nur wenige Wochen und sind im Hochsommer häufiger als andere Hummeln dabei zu beobachten, wie sie bevorzugt an großblütigen Blumen Nektar trinken. Bei den meisten Hummelarten paaren sich die Königinnen lediglich ein einziges Mal, während die Drohnen durchaus in der Lage sind, sich mehrfach zu paaren. Ungeklärt ist deshalb, warum Hummelvölker so viel mehr Drohnen als Jungköniginnen aufziehen. Bei den meisten Hummelarten wachsen siebenmal so viele Männchen wie Jungköniginnen heran.
Während sich paarende Hummeln gelegentlich beobachtet werden, ist bislang noch weitgehend ungeklärt, wie Drohnen und Jungköniginnen zueinander finden. Helle Erdhummeln verfolgen möglicherweise eine Gipfelbalz, da sich Ansammlungen von Männchen dieser Art im Kuppenbereich von Hügeln finden lassen. Als Gipfelbalz (gelegentlich auch entsprechend dem englischen Fachbegriff „Hilltopping“ genannt) bezeichnet man ein Verhalten, bei welchem Männchen bestimmte exponierte Stellen im Gelände wie beispielsweise Hügel- oder Bergkuppen aufsuchen. Sie versuchen, ein gegen den Horizont möglichst weit oben gelegenes Areal zu besetzen und Rivalen zu verdrängen. Paarungsbereite Weibchen fliegen dann solche Orte an, um dort Männchen zu begegnen.
Bei anderen Hummelarten ist bei Männchen ein gezieltes und regelmäßiges Abfliegen bestimmter Strecken zu beobachten. Dieses Verhalten wurde bereits von Charles Darwin beschrieben. Ihm war in seinem Garten in Kent aufgefallen, dass Gartenhummeln bestimmte Strecken entlang von Hecken und Wassergräben im Abstand von wenigen Sekunden entlangflogen. Neben Gartenhummeln ist mittlerweile dieses Verhalten auch für die Dunkle Erdhummel und die Steinhummel beschrieben. Skandinavische Wissenschaftler konnten nachweisen, dass die Drohnen der einzelnen Arten sich dabei in ihrer Flughöhe unterscheiden. Steinhummeln patrouillieren entlang bestimmter Strecken in Höhe von Baumwipfeln, während Gartenhummeln bevorzugt in Bodennähe fliegen. Allen gemeinsam ist, dass die Drohnen mit ihren Patrouille-Flügen früh am Morgen beginnen und alle fünf bis 10 Meter an einem Zweig oder Blatt Pheromone hinterlassen. An diesen Stellen verharren die Drohnen später kurz in ihrem Flug. Die Markierstellen der einzelnen Männchen weichen geringfügig voneinander ab, sie folgen aber einer gemeinsamen Strecke, die typischerweise 200 bis 300 Meter lang ist. Da die Drohnen schnelle Flieger sind, wird die Strecke von einem einzelnen Männchen im Abstand von wenigen Minuten abgeflogen. Vermutet wird, dass die Pheromone die Jungköniginnen anziehen, so dass die hier patrouillierenden Männchen die größte Verpaarungschance haben. Zu den gleichfalls ungeklärten Phänomenen des Hummelverhaltens gehört, auf welche Weise die Männchen die abzufliegende Strecke miteinander synchronisieren und warum gleiche Patrouillenstrecken über Jahre wiederholt von Männchen genutzt werden, obwohl jede Generation von Männchen im Herbst stirbt. Der Entomologe Dave Goulson vermutet, dass entweder Restspuren von Pheromonen erhalten bleiben oder die Strecke bestimmte landschaftliche Merkmale aufweist, die sie in besonderer Weise für solche Patrouillenflüge geeignet macht.
Drohnen anderer Hummelarten versammeln sich im Versuch, auf Jungköniginnen zu treffen, in unmittelbarer Nähe eines Nestausgangs. Bei Mooshummeln wurde eine solche Ansammlung von Männchen auf ihren Verwandtschaftsgrad zueinander und mit dem Nest, vor dem sie sich eingefunden hatten, untersucht. Die DNA-Proben zeigten, dass Männchen weder aus dem Nest stammten, vor dem sie sich eingefunden hatten, noch die meisten der versammelten Drohnen miteinander verwandt waren. Bis jetzt kann man nur vermuten, dass die Männchen das betreffende Nest über den Geruch gefunden hatten.
Kurz nach der Paarung, die in Mitteleuropa gelegentlich bereits im Juni, meist aber im Juli und August stattfindet, suchen Jungköniginnen nach einer geeigneten Stelle, um zu überwintern. Anders als die Männchen sind sie deshalb nur sehr selten zu beobachten. Typische Überwinterungsplätze der Jungköniginnen sind alte Komposthaufen und Maulwurfshügel. Warum sie so früh mit der Überwinterung beginnen, obwohl zu diesem Zeitpunkt noch ausreichend Nahrung zur Verfügung steht, ist ungeklärt.

## Nahrungssuche und Bestäubung

### Flugdistanz
Zu unterscheiden ist die Sammelflugdistanz und die Maximaldistanz. Beide sind artspezifisch begrenzt und können durch Pollenanalysen ermittelt werden. Daraus ergeben sich generell für Wildbienenarten durchschnittliche Flugdistanzen von 180 m bis 1.250 Metern. Die maximalen Distanzen werden auf durchschnittlich 300–1.500 m geschätzt. Dabei spielt die Körpergröße eine entscheidende Rolle und kleine Arten (unter 10 mm Länge) fliegen generell nur 100–300 m. Größere Arten (über 15 mm Länge) schaffen 600–1.200 m. Durch Untersuchungen an markierten Hummeln konnten bei einigen Hummelarten bis zu 1750 m ermittelt werden, während besonders große Holzbienenarten bis zu 6000 m zurücklegen können. Die Transportkapazität hat dabei entscheidenden Einfluss auf die zu realisierende Entfernung, denn je mehr Pollen die Bein- oder Bauchbürste aufnehmen kann, desto weiter kann ein Hummelweibchen fliegen. Darüber hinaus gibt es deutliche individuelle Unterschiede in der Bereitschaft der Tiere, auch weiter entfernte Futterpflanzen anzufliegen. Bei den meisten Weibchen werden eher geringe Distanzen bevorzugt.

### Bedeutung als Bestäuberinsekt

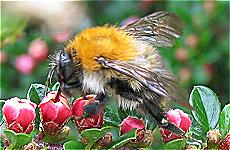
Ackerhummel (Bombus pascuorum) bei der Nahrungssuche

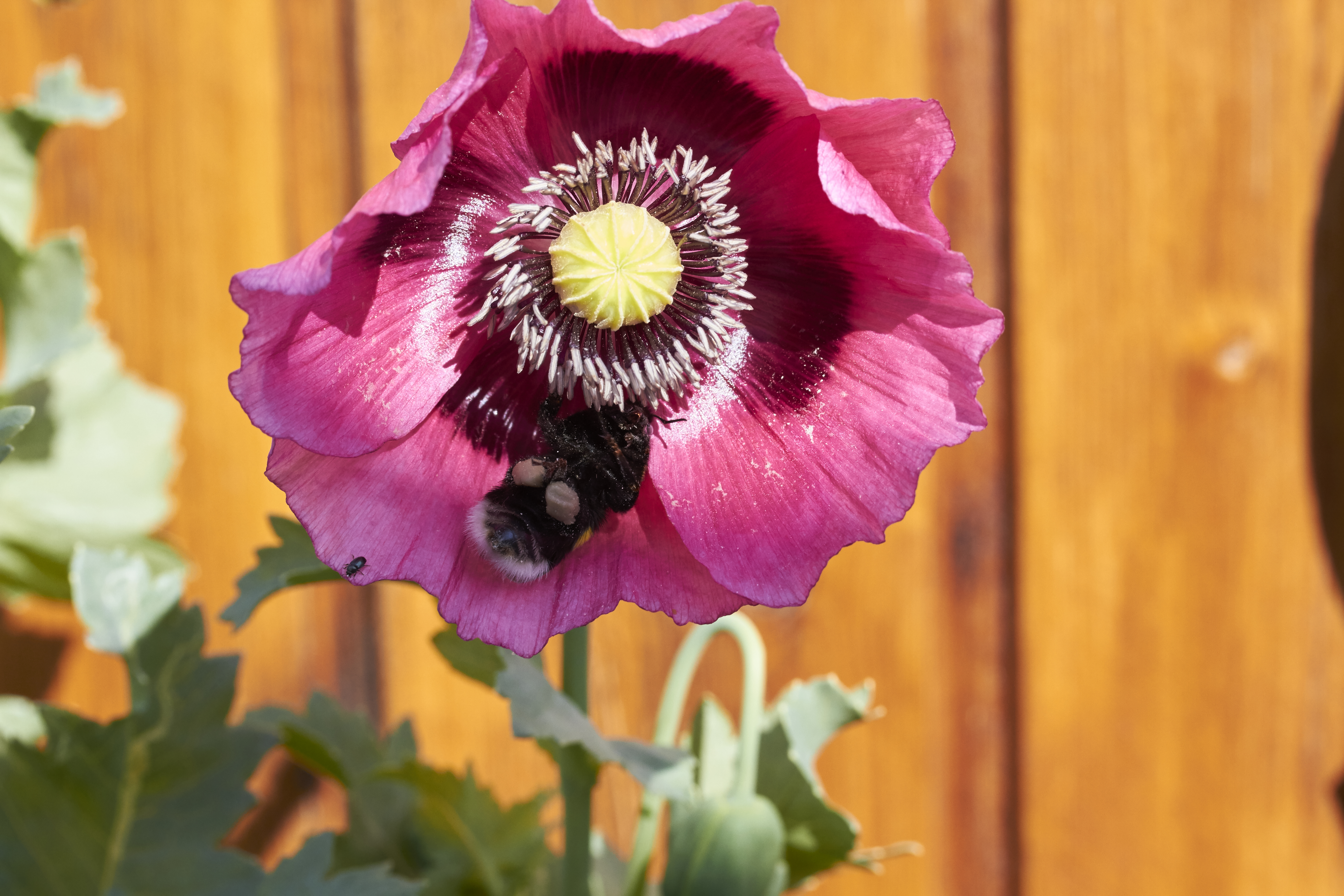
Hummel mit Pollenpäckchen („Höschen“) in Schlafmohn-Blüte, einer „Pollenblume“

Hummeln gehören neben Honigbienen und Fliegen zu den wichtigsten Bestäuberinsekten. Ihre Temperaturunempfindlichkeit ermöglicht es Hummeln, weitaus länger als andere Bienen auf Nahrungssuche zu sein. Hummeln fliegen täglich in bis zu 18 Stunden bis zu 1000 Blüten an, um Nahrung zu suchen, selten mehr als zwei verschiedene Blütenarten je Flug. Einige Pflanzenarten, zum Beispiel Taubnesseln, werden ausschließlich von langrüsseligen Hummeln während der Nektarentnahme bestäubt. Sie bestäuben neben anderen auch viele Obstarten.
Hummeln fliegen im Gegensatz zu Bienen auch bei schlechtem Wetter Blüten an, um das Überleben ihres Volkes zu sichern, da ihre Nahrungsvorräte kleiner sind als die der Bienen. Sie ernähren sich von Pollen und Nektar, die Arbeiterinnen decken ihren extrem hohen Energiebedarf über Nektar. Die Eigenschaft, auch in feuchten Sommern die Blütenbestäubung zu sichern, und die geringe Temperaturempfindlichkeit im Vergleich zu Bienen macht sie besonders in regnerischeren Sommern mit niedrigen Durchschnittstemperaturen zu wichtigen Helfern vieler Pflanzenarten, darunter etliche Obst- und Gemüsearten. Nektar wird in Tönnchen nahe dem Nesteingang gelagert, bei der Lagerung von Pollen gibt es zwei verschiedene Verhaltensweisen. Die Pollenstorer („Pollenaufbewahrer“) lagern ihn, wie auch den Nektar, in ausgedienten Brutzellen, um die herum schließlich weitere Brutzellen angelegt werden. Diese Gefäße werden parallel zur Nestentwicklung verlängert. Längen von fünf Zentimetern und darüber sind möglich. Die Pocketmaker („Taschenhersteller“) legen eigens um mehrere Brutzellen herum Taschen für den Pollen an.
Am Mount Everest werden fliegende Hummeln bis zu einer Höhe von 5600 Metern beobachtet, und unter Laborbedingungen sind einige noch in einer so dünnen Luft flugfähig, die der von über 9000 Metern entspricht.

### Sammeltechniken und Kommunikation

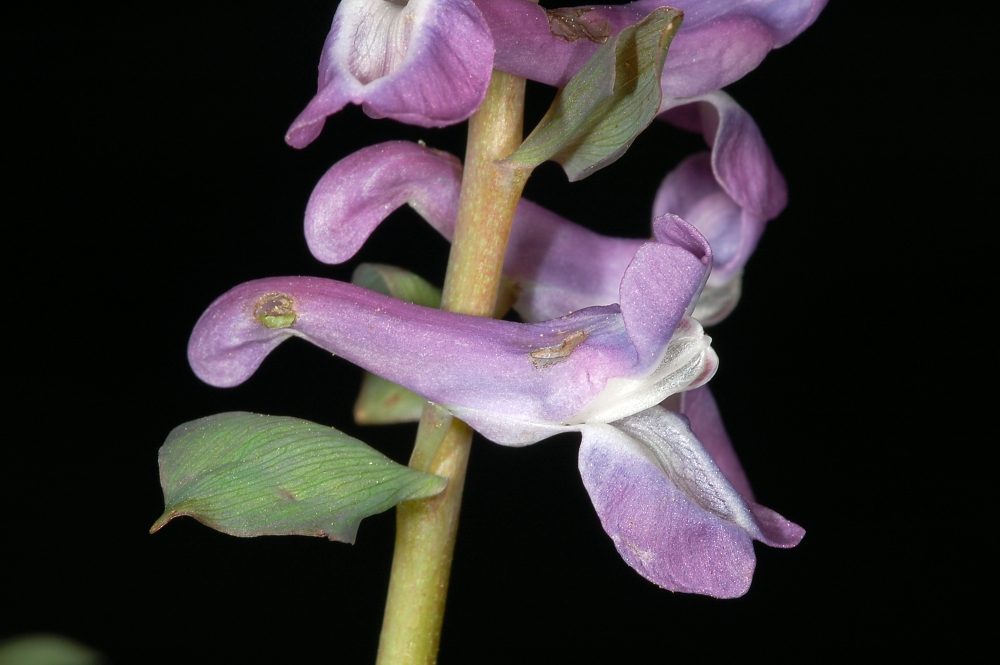
Von Hummeln aufgebissener Blütensporn vom Hohlen Lerchensporn

Hummeln informieren Stockgenossinnen nicht – wie die Honigbienen – mit einem aufwändigen Tanz, und doch kommunizieren sie im Nest miteinander. Neben chemischen Signalen, mit denen sie im Nest Sammelstellen für Nektar oder außerhalb des Nests auch gerade besuchte Blüten markieren, achten die Tiere sehr genau aufeinander. Nach ihrer Rückkehr bewegt sich eine erfolgreiche Sammlerin im Nest so auffällig und schnell, dass dadurch anschließend zum Teil mehr als doppelt so viele Tiere zur Nektarsuche ausfliegen. Bei den hektischen Bewegungen der Rückkehrerin werden Duftstoffe der ursprünglich besuchten Blüte verteilt, die zusammen mit dem mitgebrachten Nektar von den anderen Tieren im Nest wahrgenommen werden. Diese Beobachter fliegen dann aus und suchen diese Blüten. Hummeln übermitteln also keine Informationen über die Richtung oder Entfernung einer Nektarquelle, wohl aber darüber, dass es in der Umgebung Nektar gibt. Die unterschiedlichen Kommunikationsweisen bei Honigbienen und Hummeln haben daher unterschiedliche evolutionäre Wurzeln.
Der lange Saugrüssel vieler Arten ermöglicht die Nektarsammlung aus tiefkelchigen Blüten. Hummeln sind dabei kräftig genug, auch geschlossene Blüten zu öffnen. Kurzrüsselige Arten beißen oft eine seitliche Öffnung in Blüten mit langen Kronröhren oder Blütenspornen, um sich einen direkten Zugang zum Nektar zu verschaffen („Blüteneinbruch“, „Nektarraub“). Der Nektar wird im Magen gesammelt und im Nest wieder hochgewürgt. Aus dem Nektar stellen Hummeln mit Hilfe körpereigener Enzyme Honig her, der aber für Menschen wegen der geringen Vorräte nicht interessant ist. Der Honig wird in leeren Brutzellen aufbewahrt.
Beim Vibrationssammeln hängt die Hummel an einer Blüte und erzeugt durch entkoppeltes Flügelschlagen Vibrationen. Es lösen sich dadurch reichlich Pollenkörner aus den reifen Staubbeuteln auch dann, wenn sie nur porenförmige Öffnungen haben („poricide Stamina“ wie z. B. in Tomaten-Blüten), die sich dann in den Haaren der Hummel verfangen und fast das ganze Haarkleid bedecken können. Die Hummel bürstet den Pollen im Flug aus den Haaren und lagert ihn in den „Körbchen“ des hinteren Beinpaares.
Der Pollentransport geschieht generell an den Hinterbeinen. Dazu werden die Pollen durch Belecken (Ausspeien von Nektar) zu einer formbaren Masse vermengt, die zwischen den langen Borsten der Hinterbeine angedrückt wird. Schicht um Schicht wachsen die „Pollenhöschen“. Je nach Tageszeit, Wetter und beflogenen Blumen können Pollenpakete so groß werden, dass sie wie kleine Flügel aussehen. Die Farbe der Pollenpakete reicht von hellgelb bis braun.
Im Nest sucht die Hummel die zu Pollensilos umfunktionierten Brutzellen (bei „Pollenstorern“) oder die Pollentaschen an Brutzellen (bei „Pocketmakern“) auf, um die Pollenpakete einzulagern. Über der Öffnung löst die Hummel die Pollenpakete in einem Stück vom Bein. Häufig braucht es mehrere Versuche, bis sich das Paket löst.
Neuesten Studien zufolge können Hummeln den Blühbeginn von Pflanzen zu ihren Gunsten beeinflussen. Durch ein gezieltes Durchbeißen der Blätter von noch nicht blühenden Pflanzen regen sie diese zu einer vorzeitigen Blütezeit an. Dieser Effekt kann den Blühbeginn bis zu 30 Tage vorziehen. Insbesondere hungrige Hummeln mit ungenügender Pollenversorgung neigen zu diesem Verhalten, welches wieder eingestellt wird, sobald das Pollenangebot steigt.

## Verteidigungsverhalten

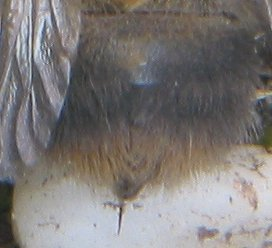
Stachel einer Hummel

Ein weitverbreitetes Gerücht besagt, dass Hummeln nicht stechen können. Tatsächlich haben Arbeiterinnen und Königinnen aber einen recht großen Wehrstachel; Drohnen – wie alle männlichen Stechimmen – dagegen nicht.
Beim Stich wird ein Gift auf das Opfer übertragen. Im Notfall, tritt man etwa auf eine Hummel, kann es zu einem sofortigen Stich kommen. Dasselbe ist auch beim Festhalten einer Hummel möglich. Ansonsten stechen sie jedoch selten und warnen zuvor mit einer Abwehrreaktion. Zunächst heben sie ihr mittleres Bein in Richtung des Angreifers. Bei stärkerer Bedrohung werfen sie sich auf den Rücken, strecken den Stachelapparat in Richtung des Angreifers und brummen dabei laut. Wenn hierauf kein Rückzug erfolgt, kann es zu Attacken kommen. Da sich die im Vergleich zu Honigbienen weniger wendigen Hummeln in Vorbereitung eines Stiches unter Umständen mit ihren Mundwerkzeugen am Ziel festhalten, kann der Eindruck entstehen, sie würden bei ihren Angriffen zubeißen.
Beim Menschen zwickt der Stich nur geringfügig, jedoch kann ein Stich durch das eingespritzte Gift, das sich vom Gift der Bienen unterscheidet, durchaus auch schmerzhaft sein. Die Folgen sind Schmerzen, Rötungen, Juckreiz und Schwellungen. Wie die Stiche und Gifte von Bienen und Hornissen sind Hummelstiche für die meisten Menschen harmlos. Lediglich für Allergiker besteht die Gefahr einer schweren allergischen Reaktion. Der Stachel einer Hummel verfügt über keine Widerhaken und bleibt daher nicht wie der einer Honigbiene im Opfer stecken.
Im Gegensatz zu anderen staatenbildenden Stechimmen, Honigbienen, Wespen und Hornissen, die ihr Nest bei einer Störung und Gefahr gelegentlich auch sehr aggressiv verteidigen, stechen Hummeln eher selten. Die verschiedenen Hummelarten verfügen über ein unterschiedlich ausgeprägtes Aggressionspotenzial; unter ihren Verwandten sind jedoch die Hummeln die friedlichsten Wehrstachelträger. Gelegentlich soll es sogar vorgekommen sein, dass Hummeln ihr Opfer verfolgen und stechen. Dies ist allerdings selten und die Hummeln machen es nur beim Zerstören ihres Nestes.

## Soziales Verhalten
Mehrere Experimente haben gezeigt, dass Hummeln in der Lage sind, durch Beobachtung voneinander zu lernen. In einer Studie aus dem Jahr 2016 entwickelten Forscher eine Puzzlebox mit Zuckerlösung, die nur durch das Betätigen eines Hebels geöffnet werden konnte. Nachdem eine Hummel diese Technik gelernt hatte, übernahmen andere Hummeln das Verhalten, indem sie zusahen, wie der Mechanismus funktioniert. Dieses Phänomen wird als soziales Lernen bezeichnet und gilt als Beispiel für kulturelle Weitergabe von Verhalten bei Insekten.

## Natürliche Feinde

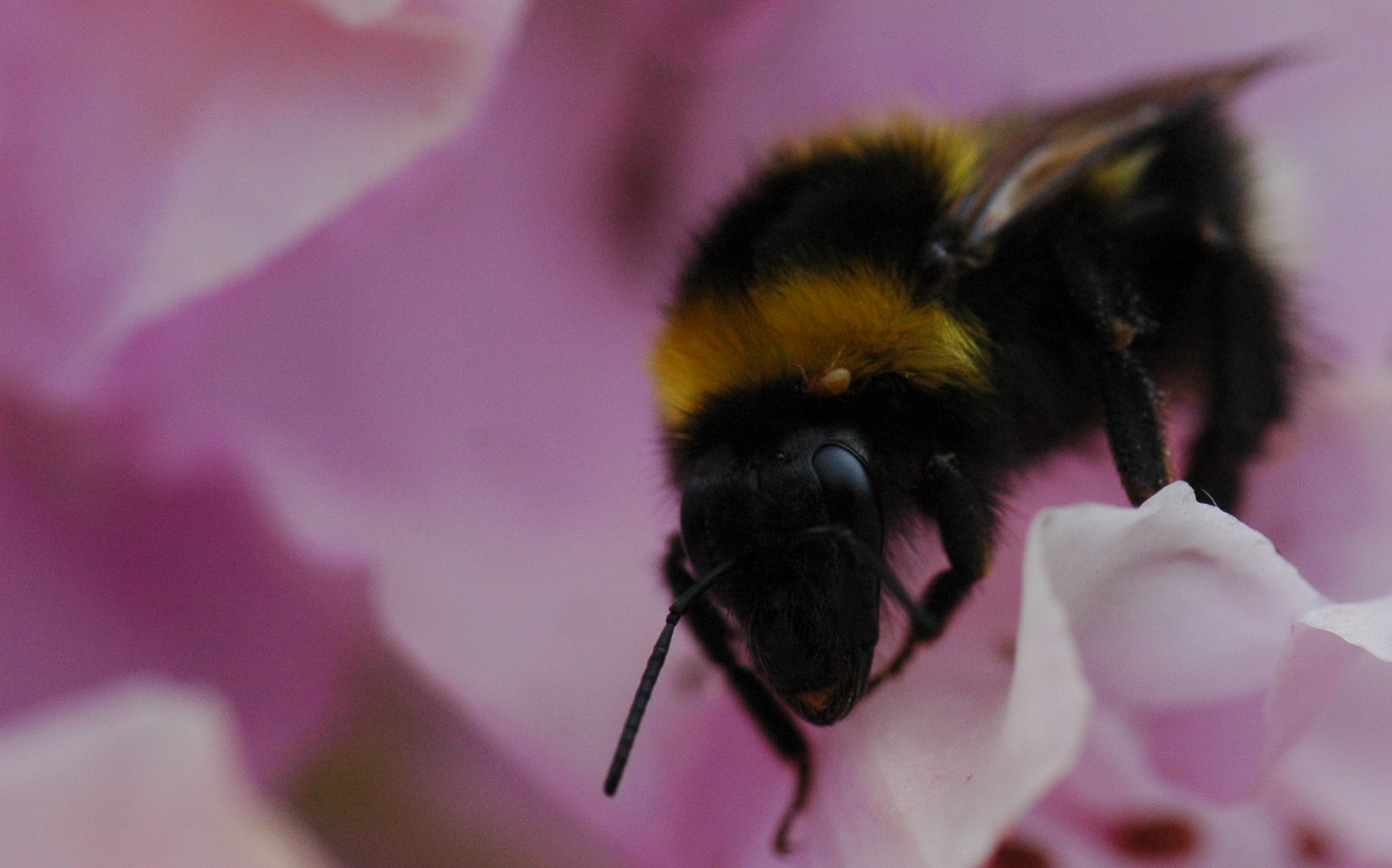
Hummel als Phorent einer Milbe

Neben den schmarotzenden Kuckuckshummeln ist die Große Wollbiene (Anthidium manicatum) für die Hummeln gefährlich. Die Männchen der Großen Wollbiene verteidigen ihr Revier gegen eindringende Bienen und Hummeln, indem sie auf diese zufliegen und kurz vor dem Zusammenprall ihren dornenbewehrten Hinterleib nach vorn krümmen. Dabei werden häufig die Flügel der Angegriffenen zerstört. Die dadurch flugunfähig gewordenen Insekten verhungern.
Während Wollbienen einzelne Hummeln schädigen, kann die Nachkommenschaft der Wachsmotte ein ganzes Hummelvolk vernichten. Die Wachsmotte fliegt durch Nektar- und Pollenduft angelockt in das Hummelnest und legt dort Eier. Die daraus schlüpfenden Larven fressen die Waben samt enthaltenen Hummeleiern und -larven. Der Nachwuchs der Hummeln bleibt aus und das betroffene Hummelvolk erlischt.
Viele Hummelarten sind als Wirte der Bienenameisen (Familie Mutillidae) bekannt. Die weiblichen Bienenameisen sind stark gepanzert, flügellos und sehr wehrhaft. Sie dringen in die Hummelnester ein und legen in einige Zellen je ein Ei. Nach Verzehr der kompletten Brut verpuppt sich die Bienenameisenlarve in der Zelle. Später schlüpfen dann erwachsene Tiere. Der Befall durch eine Bienenameise führt nicht unbedingt zum Niedergang des kompletten Hummelvolks.
Die Dickkopffliege, ein Endoparasitoid, legt ihr Ei in Hummeln, Bienen und Wespen ab. Die Larven ernähren sich dann von den Innereien des Wirtes. Stirbt dieser, verpuppen sie sich im leergefressenen Körper.
Milben setzen sich auf der Hummel fest und ernähren sich von deren Blut, was zur Schwächung führt.

## Hummelsterben

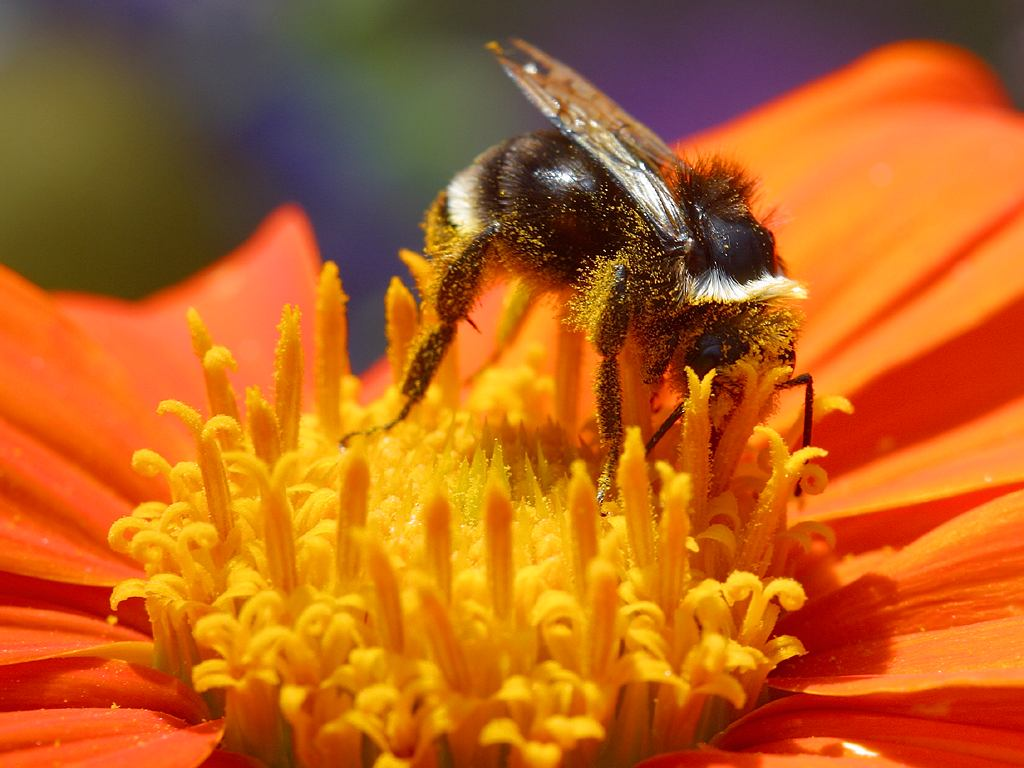
Hummel beim Nektar- und Pollensammeln

Häufig finden sich unter spätblühenden Linden, besonders unter Silberlinden, viele tote und sterbende Hummeln.
Die für Bienen und Hummeln unverdauliche Zuckerart Mannose stand lange unter dem Verdacht, den Tod der Hummeln verursacht zu haben. Sie kommt jedoch nach neueren Erkenntnissen nicht im Nektar dieser Linden vor.
Laboruntersuchungen ergaben, dass die dort verendenden Tiere einen sehr geringen Zuckergehalt im Körper haben. So lassen sich geschwächte Hummeln vor dem Tod bewahren, indem man ihnen beispielsweise mit einer kleinen Spritze einige Zuckerwassertropfen auf dem Boden anbietet, welche sie mit ihrem Rüssel direkt aufnehmen können. Daraus wurde die Schlussfolgerung gezogen, dass auf Grund von Nahrungsmangel in der näheren Umgebung von Linden auch viele andere Hummelvölker und Bienen hier auf Nahrungssuche gehen und es daher zu einer starken Verknappung des Angebotes kommt. Der Theorie nach haben die Hummeln dann für den Anflug so viel Energie verbraucht, dass sie keine andere Nahrungsquelle mehr aufsuchen können.
Hummeln haben im Gegensatz zu den Honigbienen kein Zeitgedächtnis, welches ihnen auch ermöglichen würde, die morgens und abends Nektar produzierenden Bäume gezielt anzufliegen. Auch verfügen sie über keine Kommunikationsformen wie die Tanzsprachen, die eine viel gezieltere Nutzung von Futterquellen durch das ganze Hummelvolk zulassen würden. Deshalb ist dieses Anlocken der Hummeln und Bienen durch Linden trotz fehlenden Nektars nur für die Hummelvölker bedrohlich. Die viel individuenstärkeren Bienenvölker verlieren dabei nur relativ wenige ihrer sogenannten Sammlerinnen. Wenn diese nicht mehr zurückkommen, nimmt automatisch durch fehlende Tänze die Attraktivität des Ziels ab.
Ein Experiment aus dem Jahr 2016/2017 ergab, dass Insektenvernichtungsmittel aus der Klasse der Neonicotinoide die Bestände an Hummeln dramatisch einbrechen lassen. Bestimmte Pflanzenschutzmittel sind für Hummeln zwar nicht unmittelbar tödlich – langfristig betrachtet aber sehr wohl. In einem Laborexperiment ließ ein Wirkstoff aus der Gruppe der weit verbreiteten Neonicotinoide die Zahl eierlegender Hummelköniginnen um 26 Prozent schrumpfen.
Honigbienen können Viren wie z. B. das Flügeldeformationsvirus auf Hummeln übertragen.

## Hummelschutz
Als Hummelschutz werden Maßnahmen des allgemeinen Insektenschutzes oder darüber hinausgehende Zusatzmaßnahmen bezeichnet, die speziell auf die Förderung bzw. den Schutz von Hummeln ausgerichtet sind. Dabei kann es sich um Projekte von Naturschutzverbänden, aber auch um umfängliche Privatinitiativen handeln.

### Nahrungsangebot
Das mächtigste Instrument des Hummelschutzes ist ein ausreichendes, möglichst vielfältiges und unterbrechungsfreies Nahrungsangebot mit hummelfreundlichen Gehölzen, Stauden und Saisonpflanzen über das gesamte Hummeljahr von Mitte Februar bis Ende Oktober. Gerade im zeitigen Frühjahr ab Mitte Februar bis März ist das Angebot aber oft unzureichend und gefährdet erfolgreiche Nestgründungen; ebenso gibt es vielfach im Sommer ab Mitte/Ende Juli bis Ende Oktober kritische Nahrungsengpässe, die Hummelvölker schon nach wenigen Hungertagen vorzeitig ohne erfolgreiche Nachzucht von Jungköniginnen erlöschen lassen. Im Siedlungsraum erklärt sich dieser Mangel an Insektennahrung insbesondere dadurch, dass Insektenfreundlichkeit in der Gartenkultur der letzten Jahrzehnte höchstens eine untergeordnete Rolle gespielt hat und daher viele für Hummeln (und andere Insekten und Vögel) weitgehend wertlose Pflanzen in den Gärten und Grünanlagen dominieren, z. B. Forsythien, Flieder, Magnolien, Koniferen und Kirschlorbeer.
Für speziell hummelfreundliche oder allgemein insektenförderliche Neuanlagen oder Umgestaltungen von Gärten und Grünanlagen stehen die verschiedensten Übersichten und Datenbanken zur Verfügung, die neben der Blütezeit auch den Pollen- und Nektarwert der verschiedenen Blühpflanzen angeben. Darüber hinaus gibt es noch weitere Gehölze, die gerne von Hummeln beflogen werden, aber bislang wenig als gartengeeignete Hummelnährgehölze bekannt und eingesetzt sind, z. B.:

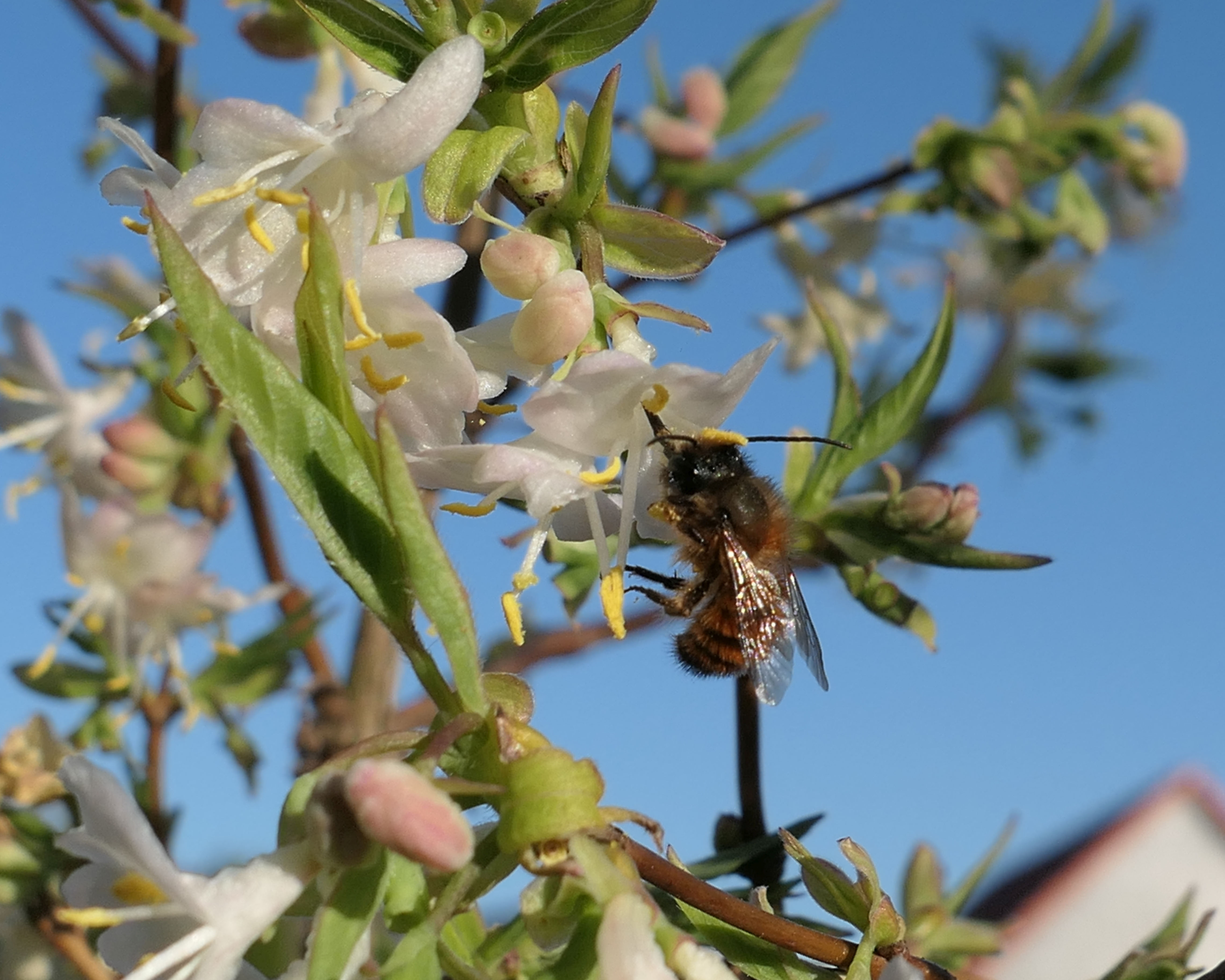
Winter-Heckenkirsche
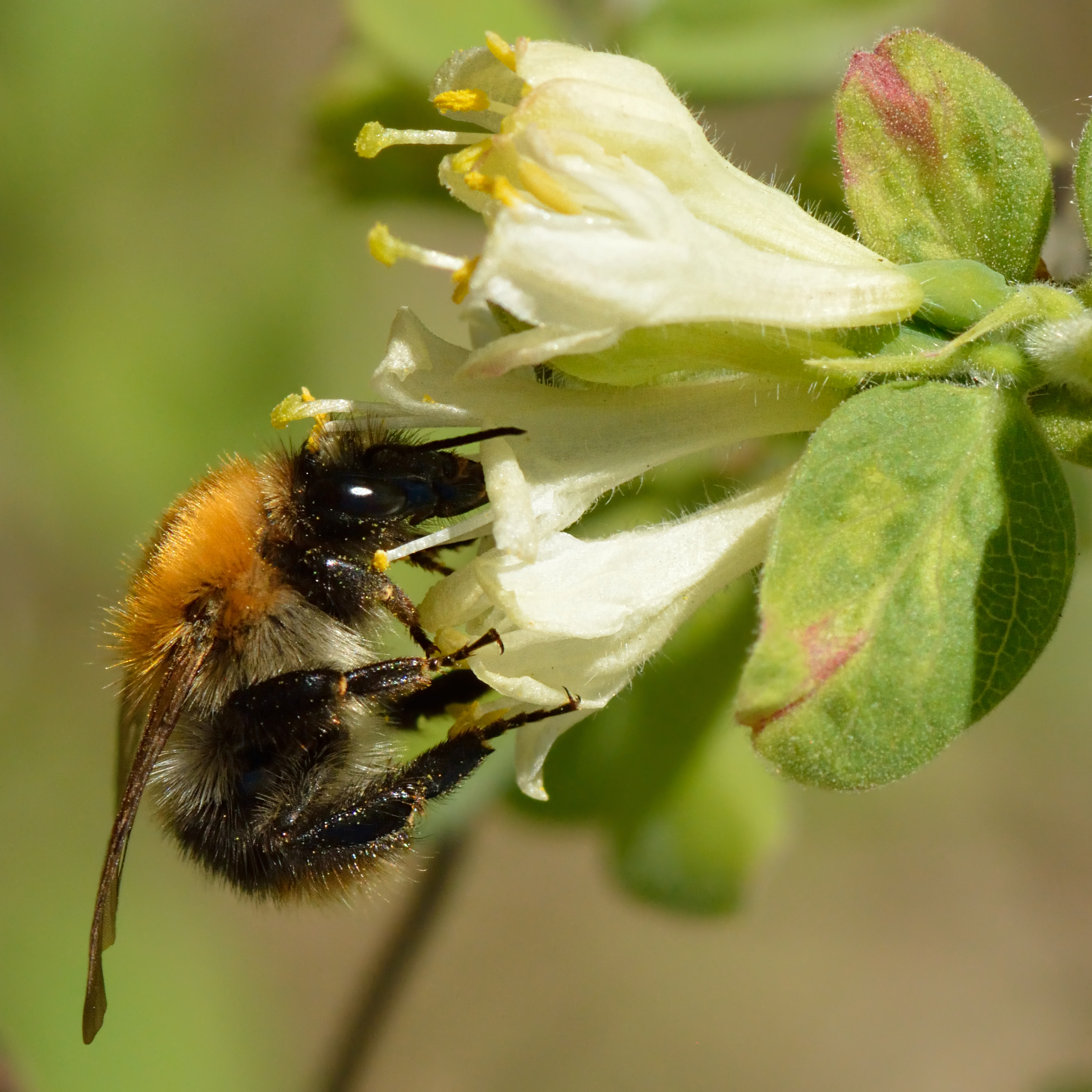
Mai- oder Kamtschatka-Beere
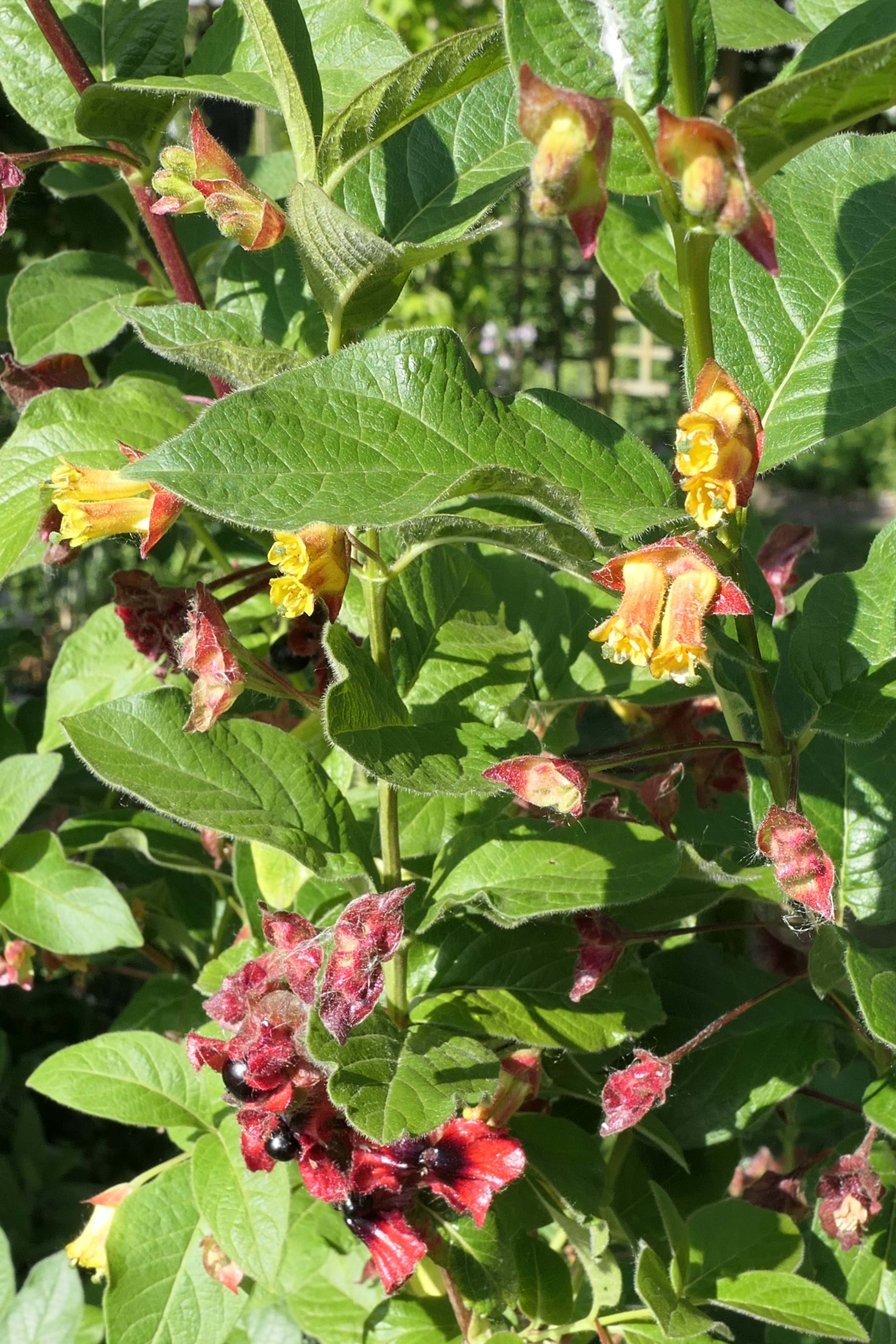
Kalifornische Heckenkirsche
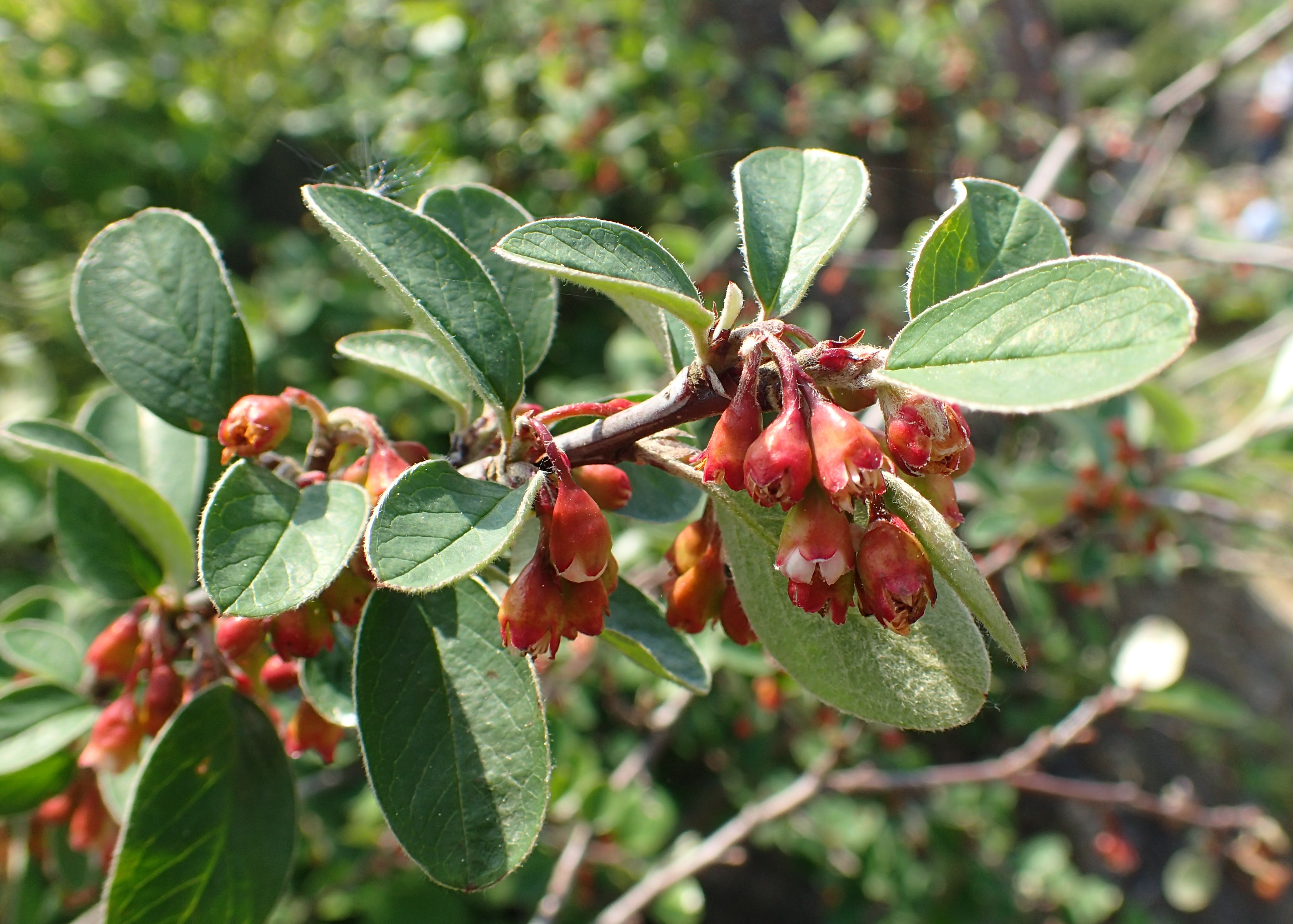
Gewöhnliche Zwergmispel
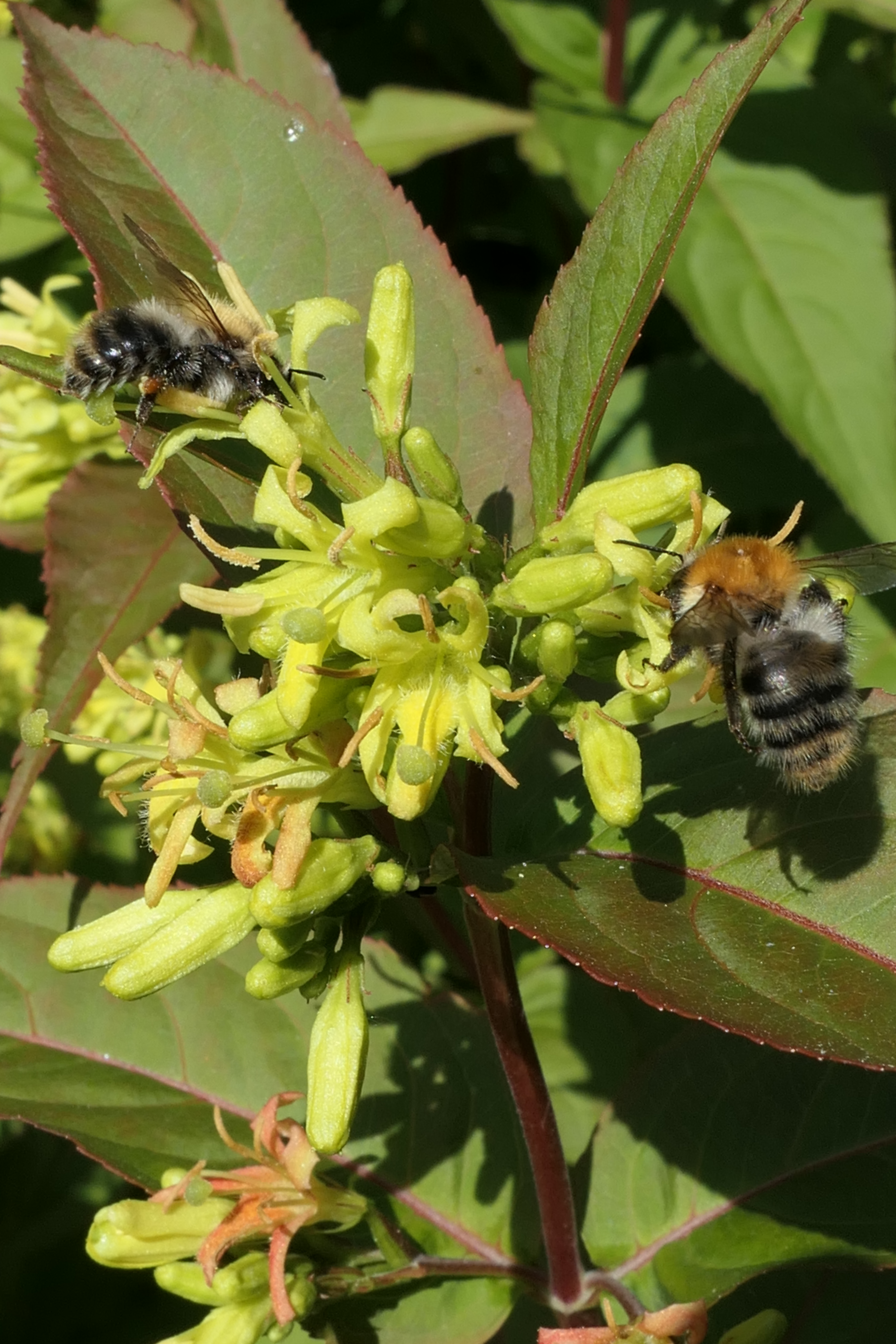
Diervilla
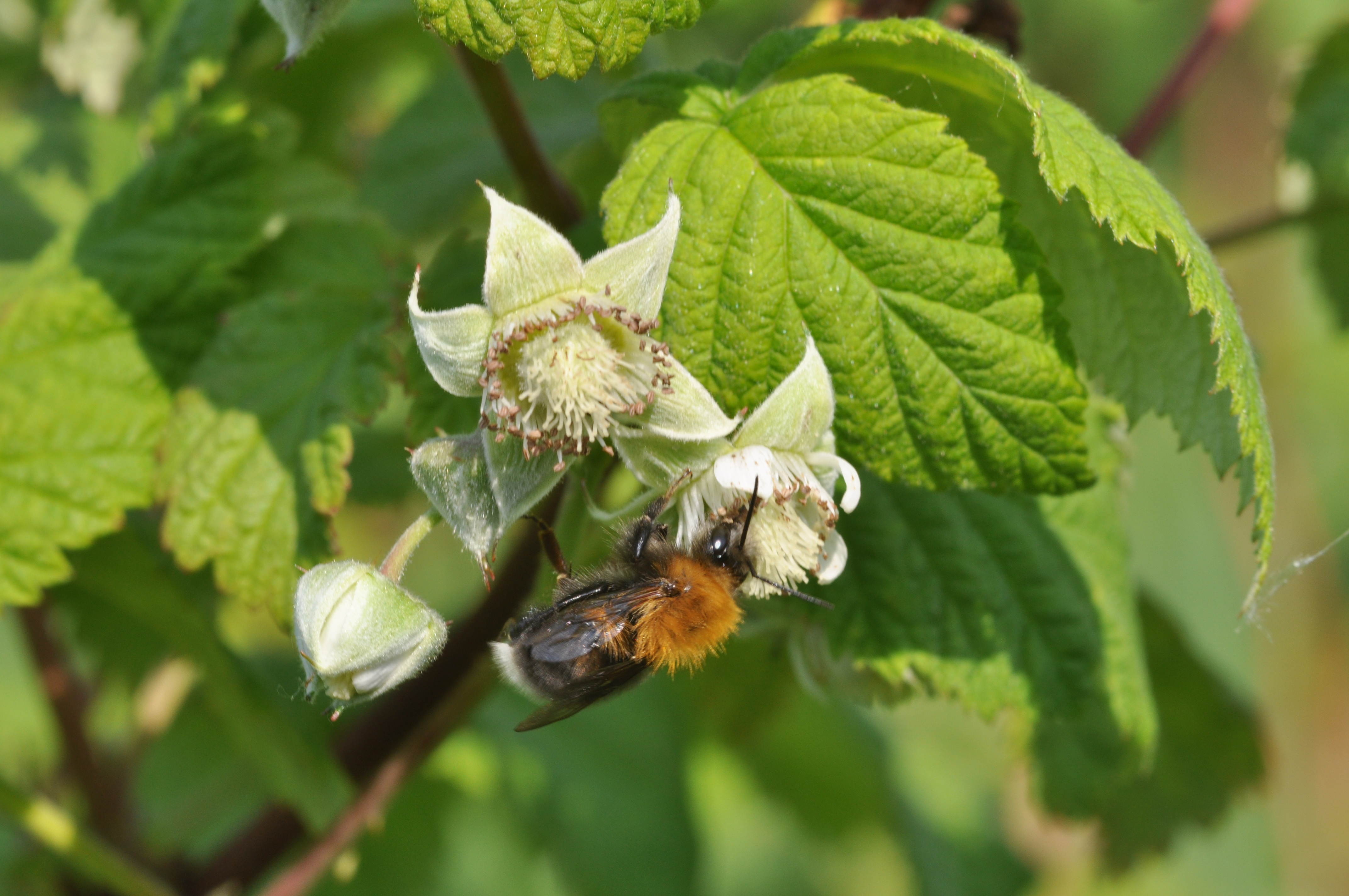
Herbstsorten Himbeere
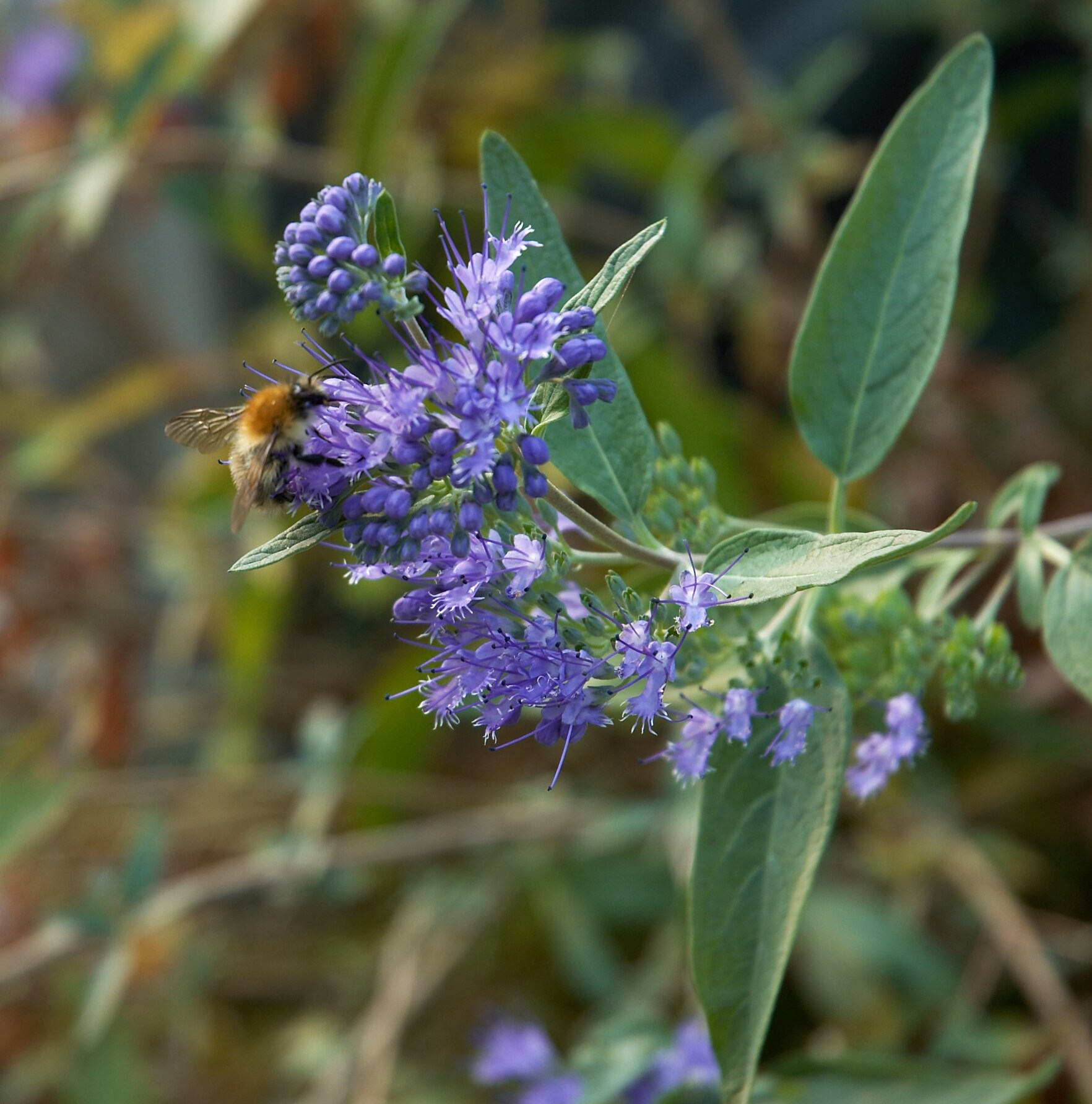
Bartblume
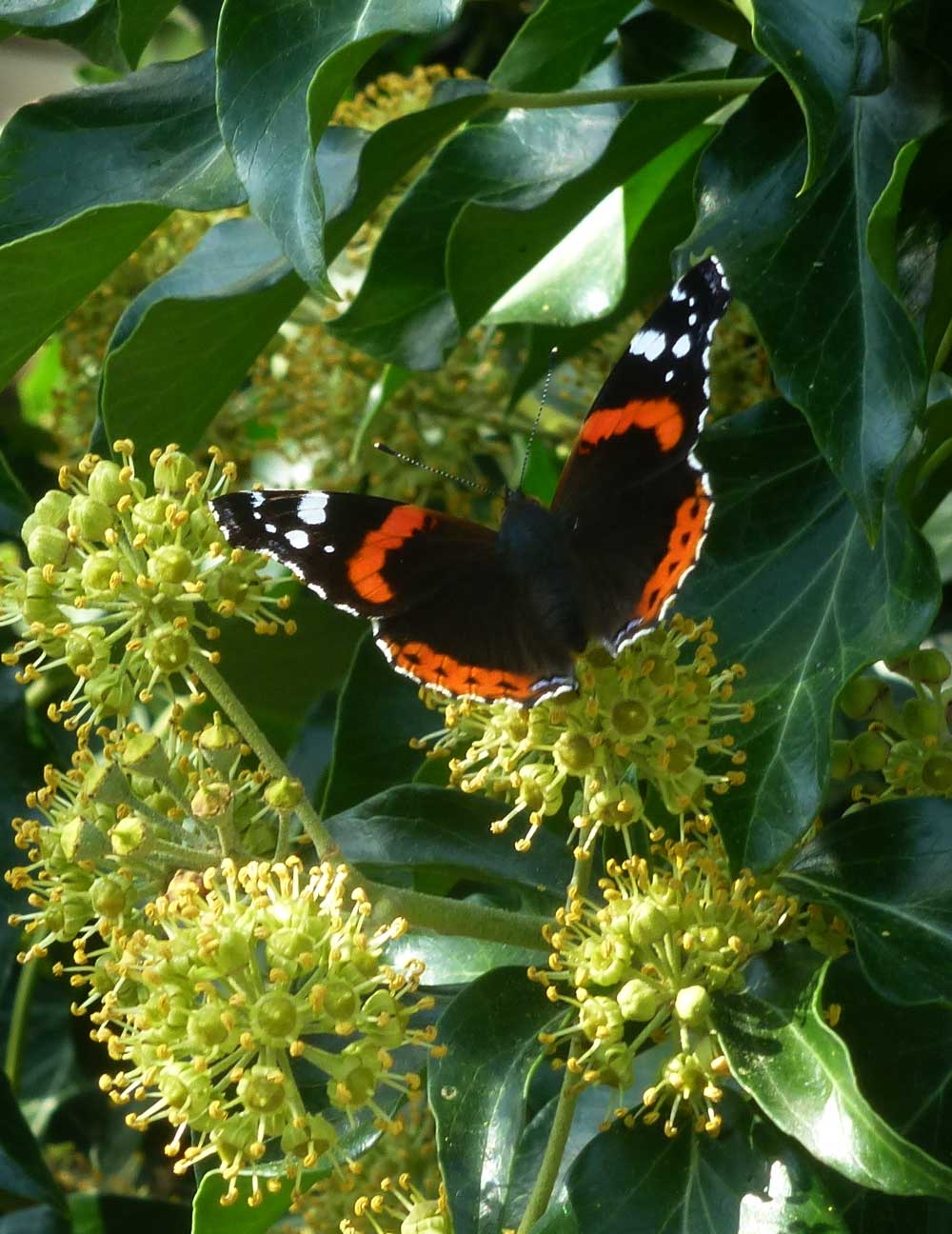
Strauch-Efeu
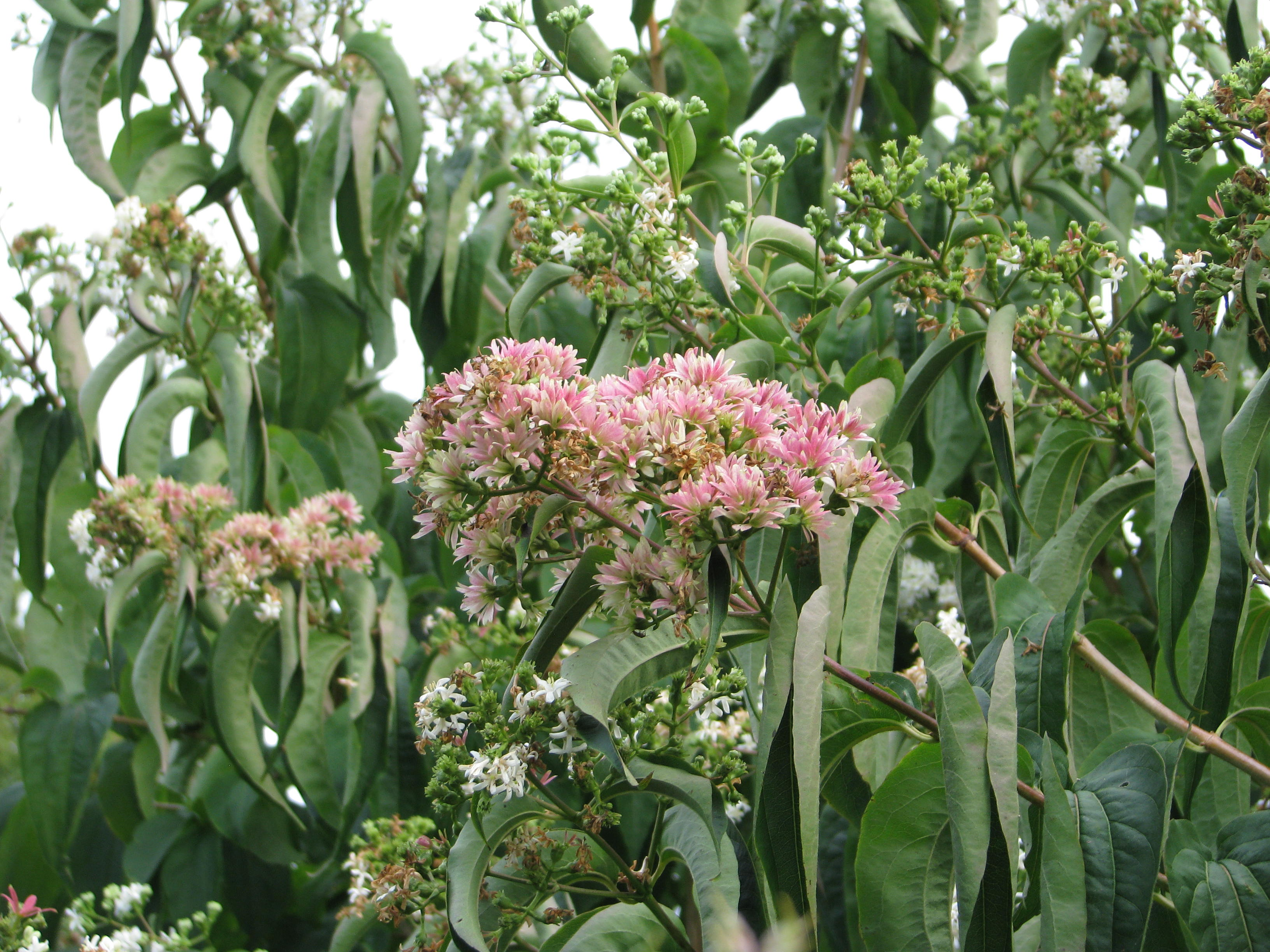
7Söhne-des-Himmels-Strauch

Damit steht insgesamt eine sehr breite Palette hummelförderlicher Pflanzen für die unterschiedlichsten Platzverhältnisse und Standortbedingungen zur Verfügung. Wirkungsvoller Hummel- und Insektenschutz muss sich dieser Vielfalt bedienen, da neuere Forschungsergebnisse darauf hindeuten, dass viele Insektenarten bei einem entsprechenden Angebot artspezifisch Pollennahrung mit bestimmten Zusammensetzungen bevorzugen, die sich entscheidend auf ihre Vitalität und Resilienz gegen schädliche Umwelteinflüsse auswirken. Beispielsweise modulieren Honigbienen ihren Pollenverzehr in Richtung eines Protein-Lipid-Verhältnisses (P:L) zwischen 2:1 und 3:1, während von einigen Hummelarten bekannt ist, dass sie ihre Pollenaufnahme zum Erreichen eines höheren P:L-Verhältnisses aktiv regulieren (14:1 bei der Dunklen Erdhummel). Generell sind bislang aber sowohl die Pollenzusammensetzungen der einzelnen Pflanzenarten sowie die ernährungsphysiologischen Ansprüche und Futtersuchpräferenzen der verschiedenen Insektenarten noch wenig erforscht.
Bei der konkreten Pflanzenauswahl sollte darauf geachtet werden, dass die weit verbreiteten Zuchtformen mit gefüllten Blüten oder die bei Heidekraut vielfach angebotenen (dauerhaft im Knospenstadium verbleibenden) Knospenblüher vermieden werden, die für Insekten in der Regel wertlos sind. Bei Zweifelsfällen sind heute vielfach detaillierte Informationen zu Biodiversitätswert oder Invasivitätsbedenken zu einzelnen Pflanzenarten und -sorten im Internet auffindbar (z. B.).
In der Landwirtschaft werden seit den 1990er-Jahren Blühstreifen an Ackerrändern als Agrarumweltmaßnahmen angelegt und sollen die lokale Biodiversität fördern. Im Siedlungsraum geschieht dies auch häufig durch die Kommunen, Naturschutzverbände und private Initiativen. Im Handel ist dazu ein breites Angebot spezieller Saatmischungen für Blühflächen aufgekommen, auch in Kleingebinden für Privatgärten. Für alle Anwendungsfälle wird grundsätzlich unterschieden zwischen Mischungen einjähriger, zweijähriger oder mehrjähriger Pflanzen. Auch bei vollständiger Deklaration der enthaltenen Arten sind durchschnittlich informierte Kunden völlig überfordert, daraus auf den Biodiversitätswert und auf mögliche Risiken durch nicht-heimische oder möglicherweise sogar invasive Arten zu schließen, sondern würden sehr zeitaufwändige eigene Recherchen erfordern, die typischerweise unterbleiben. Üblicherweise sind die Mischungen auf schnelle spektakuläre Blüherfolge und nicht auf Biodiversitätswert angelegt. Hummelbewusste Hobbygärtner und andere Initiatoren von Blühflächen sollten sich daher bei der Auswahl geeigneter Saatgutmischungen nicht allein auf Anbieterinformationen verlassen, sondern möglichst seriöse unabhängige Informationsquellen (Beispiele: ) zu Rate ziehen. Weiterhin ist zu beachten, dass in Deutschland seit März 2020 in der „freien Natur“ nur gebietseigenes Saatgut ausgebracht werden darf, wobei der Anbau in der Land- und Forstwirtschaft von dieser Regelung ausgenommen ist.

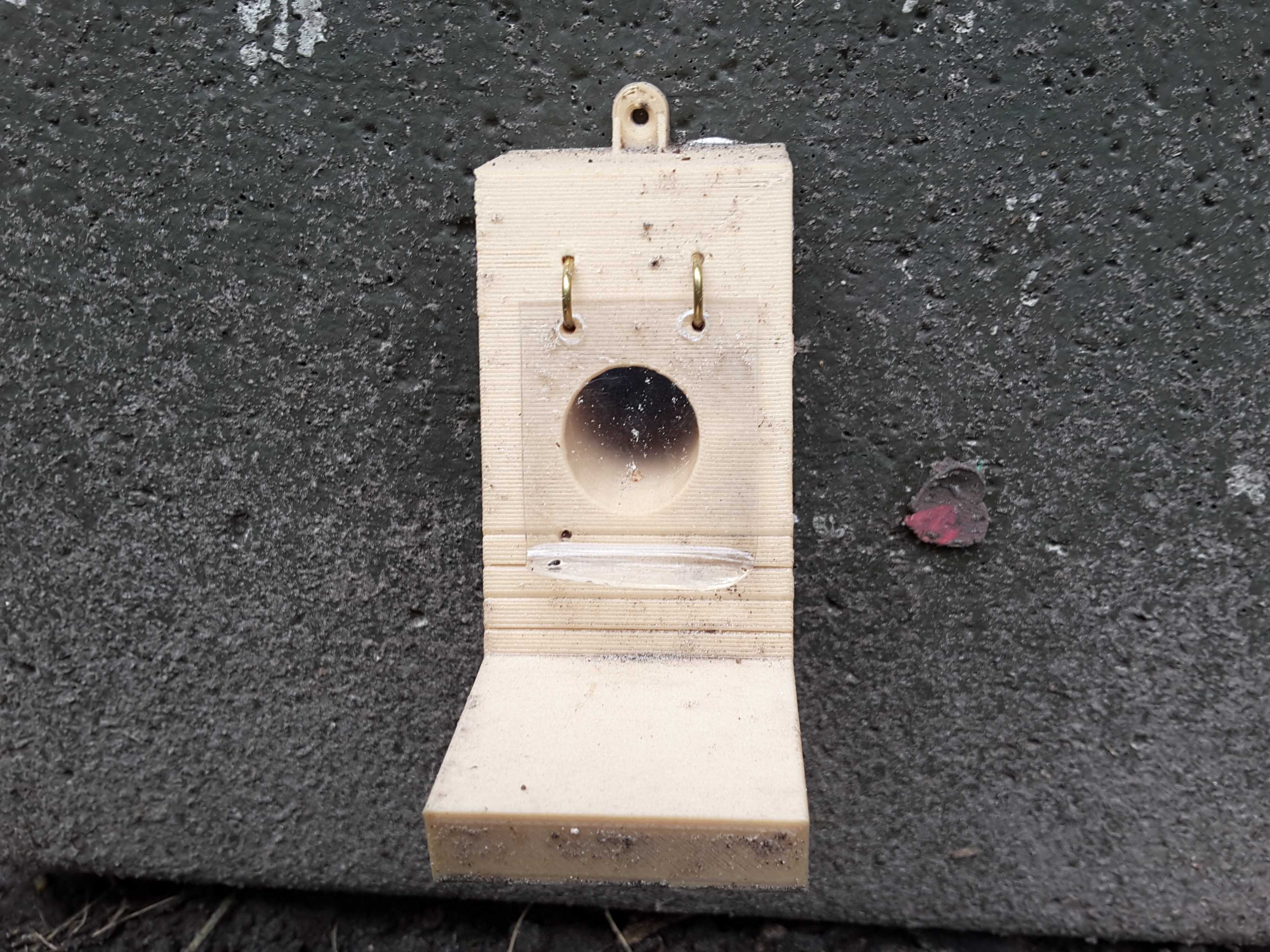
Hummelklappe

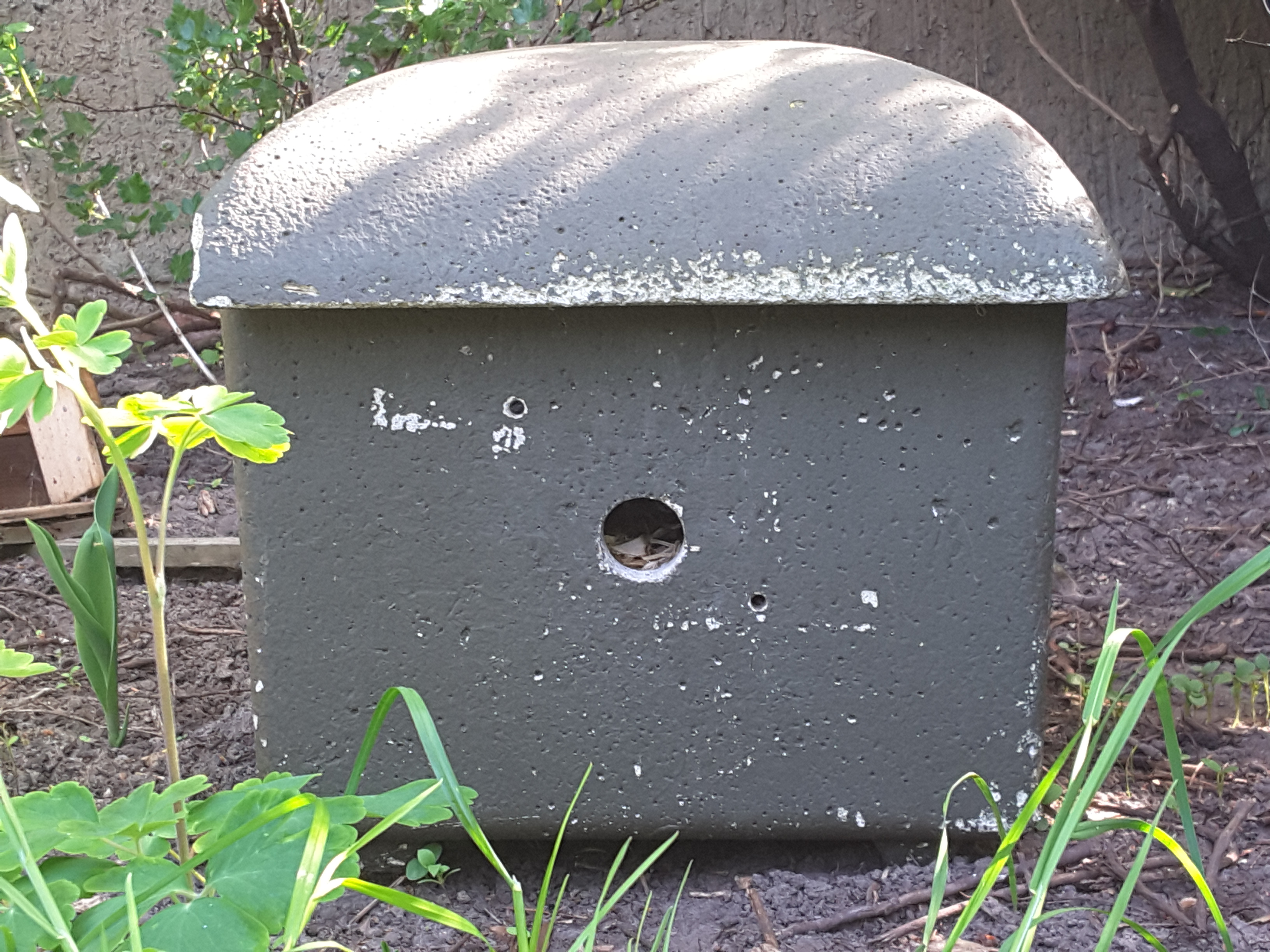
Hummelnistkasten oberirdisch

### Hummelnistkasten
Eine weitere Möglichkeit für den Hummelschutz besteht darin, einen Hummelnistkasten zu installieren, der allerdings etwas mehr Betreuung braucht als ein Vogelnistkasten. Im Handel sind im Hinblick auf die Ansprüche der verschiedenen Hummelarten ober- und unterirdische Modelle im Angebot, man kann sie aber auch selbst bauen. Es empfiehlt sich, eine Hummelklappe am Eingang des Nistkastens anzubringen, damit keine Parasiten wie die Wachsmotten, die eine große Gefahr für das Volk darstellen, in das Nest gelangen können. Auch Kleinsäuger können ein solches Hindernis nicht überwinden.

### Nestumsiedlungen
Da Hummeln besonders streng nach Bundesartenschutzverordnung und Bundesnaturschutzgesetz geschützt sind, dürfen Hummelnester nicht bekämpft oder eigenmächtig umgesiedelt werden. Nur in seltenen Ausnahmefällen sind Umsiedlungen erlaubt – zum Beispiel, wenn sich das Nest in einem Haus mit nachweislich gegen Insektenstiche allergischen Bewohnern befindet und für sie auch nach entsprechender Beratung und Verhaltensänderung (Nistplatz im Haus meiden, keine Kleidung mit leuchtenden Farben oder starkes Parfüm tragen) ein Risiko eines Hummelstichs besteht. Der Ablauf ist dann wie folgt:
- Zuerst muss Kontakt aufgenommen werden mit der unteren Naturschutzbehörde der zuständigen Kommune, die den Kontakt zu zuständigen Experten vermittelt. Die zuständige Dienststelle lässt sich im Internetauftritt der Kommunen oftmals leichter finden mit den Suchbegriffen „Wespen“ oder „Hornissen“.
- Ein Experte kommt zu einem Ortstermin, untersucht den Nistplatz, berät die betroffenen Bewohner und entscheidet über weitere Maßnahmen.
- Wenn sich der Nistplatz tatsächlich an einem ungeeigneten Ort befindet, erfolgt die Umsiedlung des Nests mitsamt den Hummeln durch einen Experten – meist gegen eine kleine Aufwandsentschädigung.

## Kulturgeschichte und Volksglauben
Durch ihre Größe und ihren lauten Brummton beim Fliegen sind Hummeln sehr prominente Insekten, die auch in der Kulturgeschichte des Menschen eine Rolle spielten. So stellten die Hummeln nach einem alten Aberglauben eine Verkörperung von Hexen dar, die diese annehmen konnten, wenn sie dafür ihren Körper verließen. Im Volksglauben ging man regional außerdem davon aus, dass man auch alle anwesenden Hexen verbrennen musste, wenn man in einer Kirche eine geweihte Hummelwachskerze entzündet hat. Bösewichte sollten nach einem anderen Aberglauben zur Strafe nach ihrem Tod in Hummelgestalt erscheinen. Unterirdisch summende Hummeln wurden als Totengeister gefürchtet. Auch der Teufel nimmt nach einem Aberglauben Hummelgestalt an, und zeitweise war es üblich, den Teilnehmern von Schwarzen Messen statt einer Hostie eine Hummel in den Mund zu legen. In Schwaben war die Hummel als Krankheitsdämon gefürchtet, und zur Bekämpfung einer Viehseuche wurde eine Hummel begraben.
Anders ist der Volksglaube der geldbringenden Kobolde, die in der Gestalt von Hummeln in die Geldbörse gesperrt werden sollten und diese vor dem Versiegen schützen würden. Ein Honigdieb, der es unbemerkt schafft, den Hummeln den Honig zu stehlen, sollte außerdem einen großen Schatz finden.
Die Hummeln wurden auch als Wetterpropheten angesehen. In einer fränkischen Sage erscheint die Hummel als Frühlingsbotin. Überhaupt soll der Hummelflug kommendes Frühlings- oder sonniges Wetter anzeigen; wenn die Hummeln nicht ausfliegen, soll es Regen geben.
Der Hirnforscher Oskar Vogt soll die seinerzeit größte Hummelsammlung der Welt zusammengetragen haben.
Ein bekanntes Musikstück von Nikolai Rimski-Korsakow (1844–1908) heißt Hummelflug, es ist ein Teil der Oper Das Märchen vom Zaren Saltan. Dabei kommt eine lautmalerische Instrumentierung vor, die das Fluggeräusch einer Hummel abbilden soll.

## Künstliche Zucht und kommerzielle Bedeutung

### Künstliche Zucht

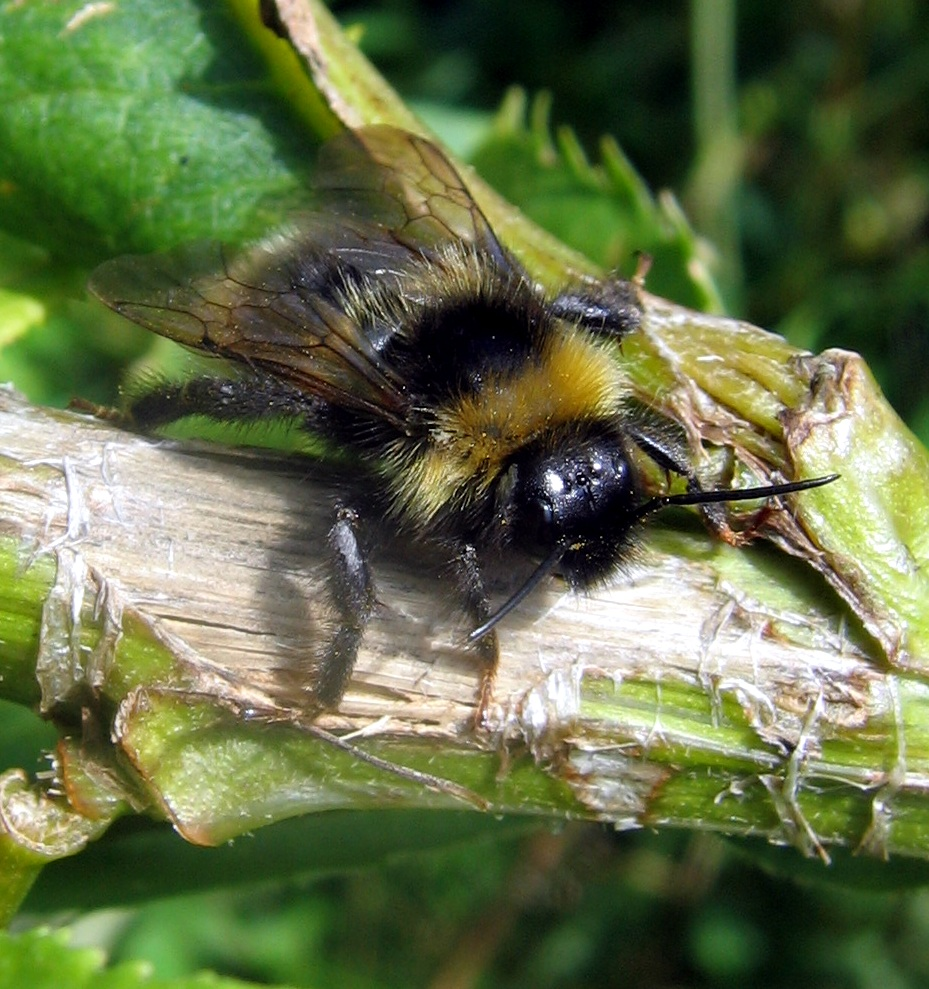
Dunkle Erdhummeln spielen in der kommerziellen Hummelzucht eine besondere Rolle

Der Entomologe Frederick Sladen beschrieb bereits 1912, wie man Hummelköniginnen dazu bringt, in Gefangenschaft Nester zu bauen. Ihm fehlten allerdings die Voraussetzungen, unter künstlichen Bedingungen die Hummelköniginnen befruchten zu lassen oder sie zu überwintern. Zu Sladens Entdeckung zählt, dass eine Vergesellschaftung von zwei Hummelköniginnen den Nestbautrieb steigert. Das dominantere Weibchen beginnt in diesen Fällen häufiger mit der Eiablage, während das andere die Rolle einer Arbeiterin übernahm. Ähnliche Wirkung hat das Hinzusetzen von Arbeiterinnen derselben oder einer anderen Hummelart. Spätere Entomologen, die aus wissenschaftlichen Zwecken ebenfalls Hummeln heranzogen, fanden heraus, dass sogar das Hinzusetzen von Arbeiterinnen von Honigbienen einen vergleichbaren Effekt hatte. Ideale Nistbedingungen liegen bei einer konstanten Außentemperatur von 28 Grad Celsius und einer hohen Luftfeuchtigkeit vor. Eine Verpaarung erfolgt, wenn man Männchen und Weibchen in hellen Käfigen zusammenbrachte. Frisch verpaarte Königinnen konnte man außerdem zum Überwintern bringen, wenn man ihnen lockere Erde zur Verfügung stellte. Sie konnten dann über Monate in Kühlschränken gelagert werden. Zu Beginn der 1970er Jahre waren die Erfahrungen mit der künstlichen Zucht und mit der Haltung unter Gefangenschaftsbedingungen so weit fortgeschritten, dass man in der Lage war, bei einzelnen Arten einen vollständigen Jahreszyklus zu durchlaufen. Insbesondere die Dunkle Erdhummel schien besonders einfach unter künstlichen Bedingungen aufziehbar zu sein. Bei anderen Arten wie beispielsweise der seltenen Erdbauhummel bleibt es bisher eine Ausnahme, sie unter Gefangenschaftsbedingungen auch nur zum Nestbau zu bewegen.

### Kommerzielle Bedeutung
Die kommerziellen Möglichkeiten einer künstlichen Zucht von Hummeln wurden zunächst übersehen. Es waren anfangs überwiegend Entomologen, die sich der arbeitsintensiven Hummelzucht widmeten. Dies änderte sich 1985, als der belgische Tiermediziner und Hobby-Entomologe Roland de Jonghe ein Nest Dunkler Erdhummeln in einem Treibhaus aussetzte, in dem Tomaten heranwuchsen, und dabei feststellte, dass Hummeln dort sehr effektiv die Pflanzen bestäubten. Kommerziell wichtige Pflanzen wie Tomaten und Paprika sind sogenannte Vibrationsbestäuber. Um einen Fruchtansatz zu erzielen, war in Treibhäusern eine arbeitsintensive manuelle Bestäubung mit elektrischen Bestäubungsgeräten notwendig. Pro Hektar fielen dadurch Arbeitskosten von etwa €10.000 an. Verglichen dazu waren die Kosten einer künstlichen Hummelzucht gering. De Jonghe stellte außerdem fest, dass durch Hummeln bestäubte Pflanzen ertragreicher waren. 1987 gründete De Jonghe die Firma Biobest, die bis heute einer der größten kommerziellen Züchter von Hummeln ist. 1988 zog die Firma gerade genug Hummeln heran, um 40 Hektar zu bestäuben, auf denen Tomaten herangezogen wurden. Doch bereits 1989 begannen sie, Hummelnester nach Holland, Frankreich und Großbritannien zu exportieren. De Jonghes Erfolg hatte bereits 1988 Nachahmer: Die niederländische Firma „Koppert Biological Systems“ begann in diesem Jahr mit der kommerziellen Zucht, 1989 folgte mit der niederländischen Firma „Bunting Bringman Bees“ das dritte Unternehmen, das in diesem Segment aktiv wurde. 1990 setzte man auch in Kanada künstlich aufgezogene Hummeln in der Landwirtschaft ein. Ein Jahr später folgten die USA und Israel sowie wenig später Japan und Marokko. Zur Jahrtausendwende war es zum weltweiten Standard geworden, beim Anbau von Tomaten auf die Bestäubung durch Hummeln zu setzen. Ausnahmen sind Länder wie Australien, wo Hummeln nicht natürlich vorkommen und wo die Gesetzgebung den Import nicht-einheimischer Tierarten strikt untersagt.

### Auswirkungen
Bei der Bestäubungspraxis mit Hummeln werden in den Gewächshäusern jeweils vollständige Hummelnester ausgesetzt. Die europäischen Unternehmen, die in der künstlichen Hummelzucht aktiv sind, versenden jährlich mehr als eine Million Hummelnester weltweit. Zu den positiven Nebeneffekten des Einsatzes von Hummeln im landwirtschaftlichen Gemüseanbau zählt, dass damit ein deutlich verringerter Insektizid- und Pestizideinsatz einhergeht, da die Verwendung dieser Mittel auch die Bestäuber gefährdet. Zu den Nachteilen zählt, dass die meisten Dunklen Erdhummeln, die heute künstlich herangezogen werden, auf in der Türkei gesammelte Wildhummeln zurückgehen. Beim Einsatz von Hummeln in Treibhäusern ist es nahezu unvermeidbar, dass Hummeln aus den Treibhäusern entweichen. Mit hoher Wahrscheinlichkeit verpaaren sich einige dieser entkommenen Hummeln mit wilden Hummeln. Dies trägt zu einer Faunenverfälschung bei. In Großbritannien werden Gemüseanbauer deswegen aufgefordert, diese importierten Nester entweder nach dem Ende ihrer Verwendung zu zerstören, indem sie verbrannt werden, oder die Hummeln zu töten, indem die Nester in Gefriertruhen gesetzt werden. Nach den Erfahrungen des britischen Entomologen Dave Goulsen werden diese Empfehlungen nur von wenigen Gemüsebauern umgesetzt. Nur wenige Anbauer verfügen über ausreichend große Gefriertruhen, um so vorzugehen. Die Verbrennung der Nester, die aus Karton und Kunststoff (insbesondere Polystyrol) bestehen, verursacht lästige Abgase. In Japan ist mittlerweile gesetzlich vorgeschrieben, dass Treibhäuser, in denen Hummelnester verwendet werden, zweifache Türen und vernetzte Luken haben, um ein Entweichen von Hummeln zu verhindern. Mittlerweile gibt es jedoch in Japan verwilderte Dunkle Erdhummeln, die auf entwichene Hummeln zurückgehen.
Noch gravierender sind die Erfahrungen in Südamerika: Aus chilenischen Treibhäusern entkommene Dunkle Erdhummeln verbreiten sich seit 1998 invasiv mit einer Geschwindigkeit von ca. 200 km pro Jahr über die südamerikanische Landmasse. Auf ihrem Weg stirbt beispielsweise die heimische Hummelart Bombus dalbomii wenige Jahre nach der Ankunft der Dunklen Erdhummel regional aus. Mit den industriell gezüchteten Erdhummeln kam auch ein einzelliger Parasit Crithidia bombi auf den Kontinent. Es wird vermutet, dass die Kombination aus Hummel und Parasit die dort heimischen Hummelarten mit so großer Geschwindigkeit verdrängt.